# Argumento teleológico

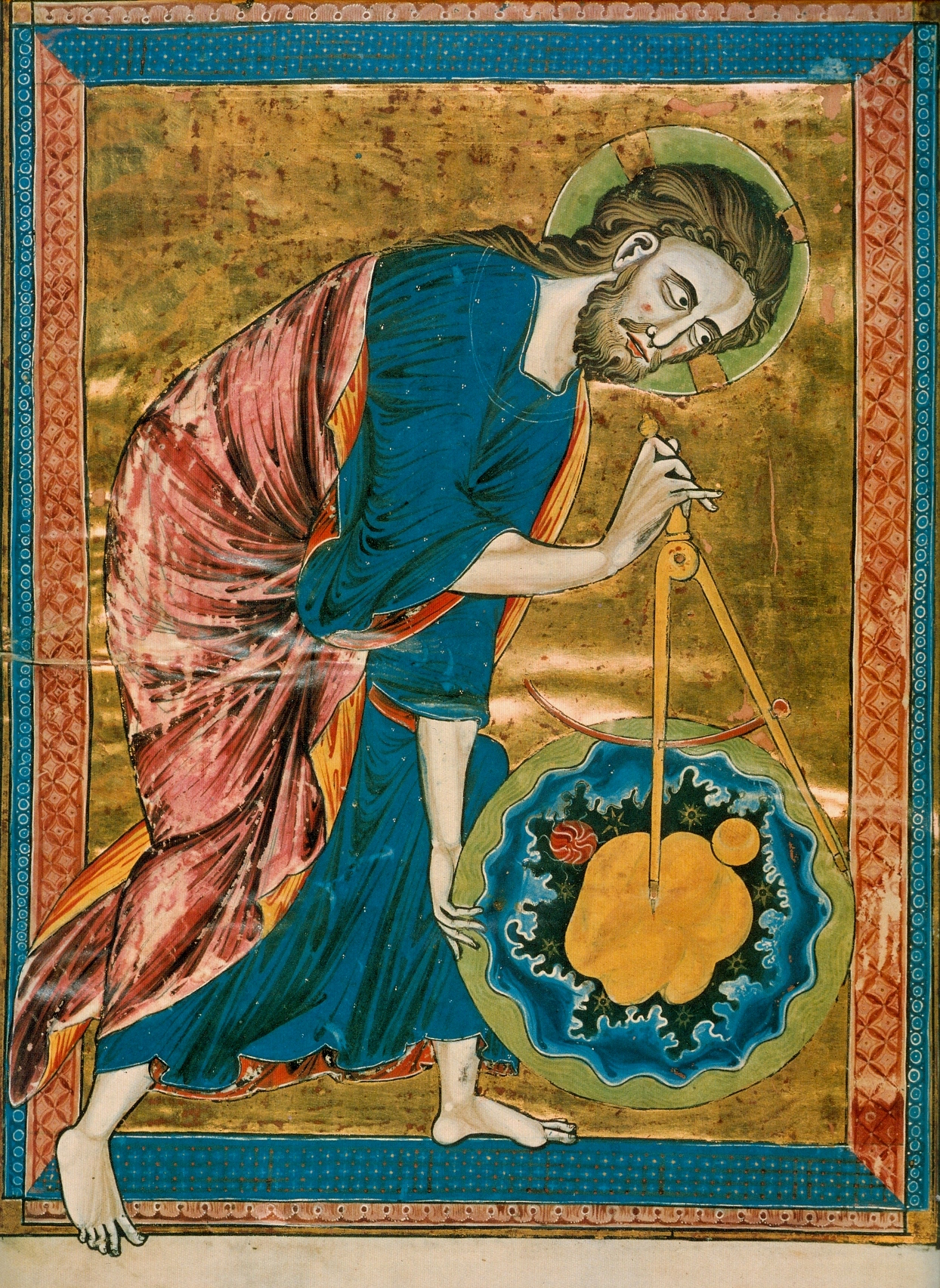
Representación medieval de Dios como el Gran Arquitecto del Universo (c. 1220). El argumento teleológico sostiene que la presencia de propósito, orden o diseño en el cosmos prueba la existencia de un Dios o inteligencia creadora. Los intelectuales medievales buscaban entender los principios geométricos y armónicos con los que Dios habría creado el Universo. El compás en esta ilustración de un manuscrito del es un símbolo del acto de creación de Dios.

El argumento teleológico o físico-teológico es un argumento filosófico-teológico que sostiene que la presencia de propósito o fin último en el cosmos prueba la existencia de un Dios o inteligencia creadora basándose generalmente en alguna premisa sobre la presencia en el mundo natural de algún tipo de valor intrínseco o algún tipo de orden dirigido a un fin último. El término y definición del argumento fue dado por Immanuel Kant.
La diferencia entre el argumento teleológico y el diseño inteligente está en su ámbito. Mientras el argumento teleológico se enmarca en un ámbito filosófico y metafísico, el diseño inteligente se presenta a sí mismo como ciencia o, al menos, como una nueva “teoría científica de los orígenes” alternativa al neodarwinismo afirmando que el diseño inteligente puede detectarse mediante métodos científicos. Además, el argumento teleológico no depende del Dios de los vacíos (como si lo hace el argumento del diseño inteligente), porque pregunta por qué existe ese orden finalista en primer lugar.
Las primeras versiones conocidas de este argumento están asociadas con Sócrates en la antigua Grecia, aunque se piensa que estaba abordando un argumento más antiguo. Platón, su alumno, y Aristóteles, el alumno de Platón, desarrollaron enfoques complejos de la propuesta de que el cosmos tenía una causa inteligente, pero fueron los estoicos los que, bajo su influencia, «desarrollaron la batería de argumento creacionistas ampliamente conocidos bajo la etiqueta 'El argumento del diseño'».
Las religiones abrahámicas han usado el argumento teleológico de muchas maneras y tienen una larga asociación con él. En la Edad Media, teólogos islámicos como Al-Ghazali utilizaron el argumento, aunque fue rechazado por innecesario por los literalistas coránicos y como poco convincente por muchos filósofos islámicos. Más tarde, el argumento teleológico fue aceptado por santo Tomás de Aquino e incluido como el quinto de sus Cinco Vías para probar la existencia de Dios. A principios de la Inglaterra moderna, clérigos como William Turner y John Ray también fueron defensores bien conocidos y a inicios del siglo XVIII, William Derham publicó su Physico-Theology, que daba su «demostración del ser y de los atributos de Dios a partir de sus obras de creación». Posteriormente, William Paley, en su Natural Theology or Evidences of the Existence and Attributes of the Deity [Teología natural o Evidencias de la existencia y atributos de la Deidad] publicó una destacable presentación del argumento del diseño con su versión de la analogía del relojero y el primer uso de la frase «argumento del diseño» (argument from design). Esta analogía también se extrapoló al campo de la astronomía, donde Isaac Newton y Samuel Clarke compararon el universo con un reloj mecánico. En contra de esta posición, Gottfried Leibniz sostuvo en su Monadología un universo compuesto por mónadas con una armonía preestablecida por Dios.
Desde que comenzó a utilizarse, ha habido muchas críticas a las diferentes versiones del argumento teleológico y respuestas a su desafío a las afirmaciones contra la ciencia natural no teleológica. Especialmente importantes fueron los argumentos lógicos generales presentados por David Hume en sus Dialogues Concerning Natural Religion [Diálogos sobre la religión natural], publicado en 1779, y la explicación de la complejidad biológica dada en On the Origin of Species [El origen de las especies] de Charles Darwin, publicado en 1859. Desde la década de 1960, los argumentos de Paley, incluyendo las palabras «diseño inteligente» (intelligent design), ha sido influyente en el desarrollo de un movimiento de ciencia de la creación, especialmente en la forma conocida como movimiento de diseño inteligente o neocreacionismo, que no solo utiliza el argumento teleológico para argumentar en contra de la moderna comprensión científica de la evolución, sino que también afirma lo que se suponen fallas en la ciencia evolutiva que justificarían su retirada del currículo educativo, tratando de ir más allá de la teología al tratar de formular una teoría científica; sin embargo el argumento "científico" dado por Paley y los seguidores del diseño inteligente, es rechazado por la comunidad científica al carecer del rigor científico necesario para generar una verdadera teoría científica. Sin embargo no todas las posturas creyentes están en contra de la evolución biológica presentada por la comunidad científica, entre estas posturas no literalistas de los escritos religiosos, podemos encontrar las posturas del creacionismo evolutivo, y más específicamente de la postura de la evolución teísta. 
Así, ya desde la Grecia clásica se desarrollaron dos enfoques para el argumento teleológico, que se distinguen por su comprensión de si el orden natural fue creado literalmente o no. El enfoque no creacionista comienza más claramente con Aristóteles, aunque muchos pensadores, como los neoplatónicos, creían que ya estaba afirmado en Platón. Ese enfoque no es creacionista en un sentido simple, porque si bien está de acuerdo en que una inteligencia cósmica es responsable del orden natural, rechaza la propuesta de que eso requiera que un «creador» haga y mantenga físicamente tal orden. Los neoplatónicos no encontraron convincente el argumento teleológico, y en eso fueron seguidos por filósofos medievales como Al-Farabi y Avicena. Más tarde, Averroes y Aquino consideraron el argumento aceptable, pero no necesariamente el mejor argumento.
Algunos de los mejores defensores contemporáneos del argumento teleológico son Richard Swinburne y John Lennox.

## Descripción

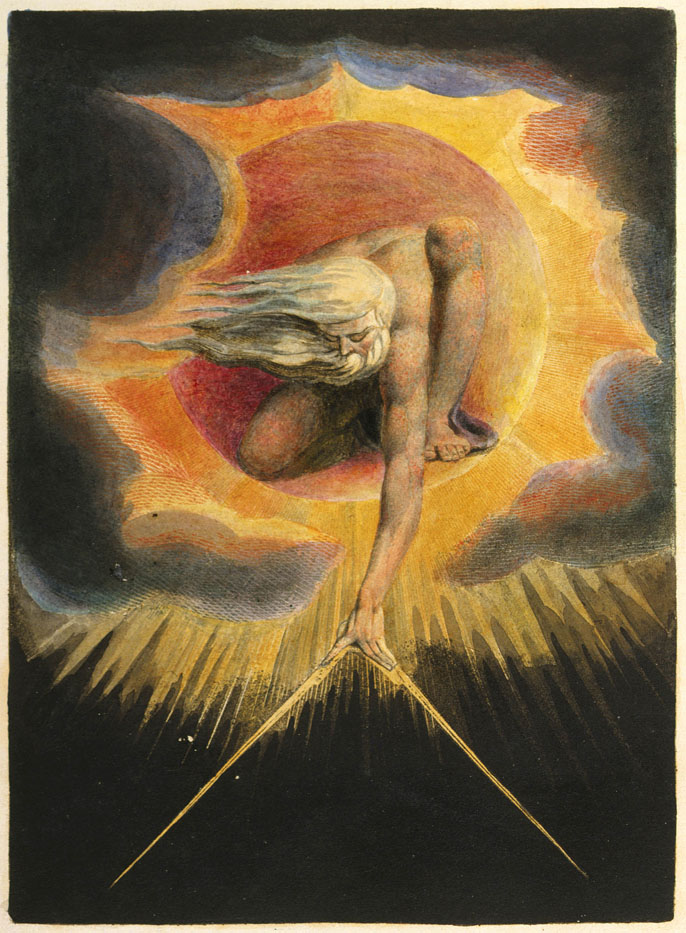
El anciano de los días, William Blake (1794).

Dentro de las distintas variaciones el argumento básico es como sigue:
1. X es demasiado complejo como para haber ocurrido al azar.
2. Por lo tanto X debe de haber sido creado por un ser inteligente.
3. Dios es el único ser inteligente que ha podido crear X.
4. Por lo tanto Dios existe.

X normalmente se refiere al universo, el proceso evolutivo, al ser humano, etc.
El primer razonamiento, presenta la crítica de ser considerada un tipo de falacia lógica conocida como "pregunta compleja", desde que se presupone y asume previamente de que esa aleatoriedad no puede llevar a complejidad.
Otra variante del argumento afirma que la existencia de una cierta categoría de complejidad hace necesario a un diseñador, como lo siguiente:
1. Se preconcibieron todas las cosas que se diseñan, proyectan, proponen o idean.
2. La preconcepción, proyección, proposición, y la invención; hace necesario un intelecto, mente o voluntad.
3. Todas las cosas que son consideradas irreduciblemente compleja presentan intención o preconcepción.
4. El universo contiene cosas no hechas por el hombre, y que son irreduciblemente complejas.
5. Por ende, esas cosas despliegan intención y preconcepción.
6. Esas cosas hacen necesario un intelecto, mente o voluntad.

Este segundo razonamiento presenta la crítica de ser considerada un tipo de falacia lógica conocida como "afirmación de la consecuencia".

## Historia
Si bien el concepto de una inteligencia detrás del orden natural es antiguo, un argumento racional que concluye que podemos saber que el mundo natural tiene un diseñador, o una inteligencia creadora que tiene propósitos similares a los humanos, parece haber comenzado con la filosofía clásica. Pensadores religiosos en el judaísmo, el hinduismo, el confucianismo, el islamismo y el cristianismo también desarrollaron versiones del argumento teleológico. Más tarde, la filosofía occidental y el fundamentalismo cristiano elaboraron variantes del argumento del diseño.

### Filosofía clásica

#### Sócrates y los presocráticos

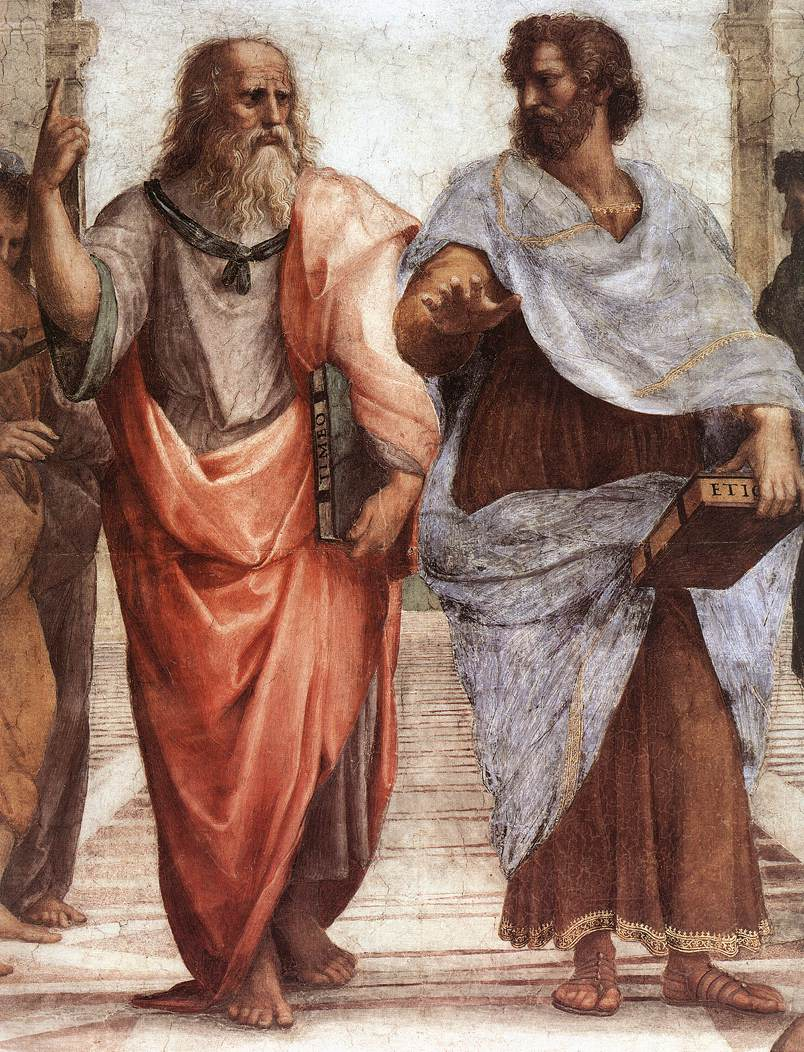
Platón y Aristóteles, representados aquí en La Escuela de Atenas, desarrollaron argumentos filosóficos que abordan el orden aparente del universo (logos)

El argumento del diseño inteligente parece haber comenzado con Sócrates, aunque el concepto de una inteligencia cósmica es más antiguo y el filósofo e historiador británico David Sedley (n. 1947) ha señalado que Sócrates estaba desarrollando una idea más antigua, citando a Anaxágoras de Clazomenae, nacido alrededor del año 500 a. C., como un posible proponente anterior. La propuesta de que el orden de la naturaleza mostraba evidencias de tener su propia «inteligencia» humana se remonta a los orígenes de la ciencia y de la filosofía naturales griegas con su atención al orden de la naturaleza, a menudo con referencias especiales a la revolución del propio cielo. Anaxágoras fue la primera persona del que ciertamente se sabe que explicó este concepto usando la palabra "nous" (νοῦς, que es el término griego original que conduce a la «inteligencia» moderna vía sus traducciones en latín y francés). Aristóteles informa de un filósofo anterior de Clazomenae llamado Hermótimo que había tomado una posición similar. Ya algunos de los filósofos presocráticos anteriores a Anaxágoras habían propuesto un principio de ordenamiento inteligente similar, que causaba la vida y la rotación de los cielos. Por ejemplo, Empédocles, como Hesiodo mucho antes, describió el orden cósmico y los seres vivos como causados por una versión cósmica del amor, y Pitágoras y Heráclito atribuyeron el cosmos a la «razón» (logos). En su Filebo (28c) Platón hace a Sócrates hablar de esto como una tradición, diciendo que «todos los filósofos están de acuerdo, con lo que realmente se exaltan a sí mismos, que la mente (nous) es el rey del cielo y de la tierra. Tal vez tengan razón», y luego afirma que la discusión subsiguiente «confirma las declaraciones de aquellos que declararon de antiguo que la mente (nous) siempre gobierna el universo».
El informe de Jenofonte en sus Memorabilia podría ser el primer relato claro de un argumento de que existe evidencia en la naturaleza del diseño inteligente. La palabra tradicionalmente traducida y discutida como «diseño» es gnōmē y Sócrates es informado por Jenofonte de haber presionado a los jóvenes que dudaban al mirar las cosas en el mercado a considerar si podían decir qué cosas mostraban evidencia de gnōmē, y qué parecía ser más una oportunidad ciega, y luego comparar esto con la naturaleza y considerar si podría ser una oportunidad ciega. En el Fedón de Platón, a Sócrates se le hace decir, justo antes de morir, que su descubrimiento del concepto de Anaxágoras de un nous cósmico como la causa del orden de las cosas, fue un importante punto de inflexión para él. Pero también expresó su desacuerdo con el entendimiento de Anaxágoras de las implicaciones de su propia doctrina, debido al entendimiento materialista de la causación de Anaxágoras. Sócrates se quejó de que Anaxágoras restringiese el trabajo del nous cósmica al principio, como si no le interesara luego todos los eventos ocurridos desde entonces y que se debieran a causas como el aire y el agua. Sócrates, por otro lado, aparentemente insistió en que el demiurgo debía ser «amoroso», particularmente en lo concerniente a la humanidad. (En ese deseo de ir más allá de Anaxágoras y hacer que el nous cósmico fuese un administrador más activo, Sócrates aparentemente fue precedido por Diógenes de Apolonia).

#### Platón y Aristóteles
El Timeo de Platón (ca. 427-347 a. C.) se presenta como una descripción de alguien que está explicando una «historia probable» en la forma de un mito, por lo que a lo largo de la historia los comentaristas que no están de acuerdo sobre los elementos del mito se pueden ver como la posición de Platón. Sedley sin embargo lo llama «el manifiesto creacionista» y señala que aunque algunos de los seguidores de Platón negaron que lo pretendiera, en la época clásica, escritores como Aristóteles, Epicuro, los estoicos y Galeno entendían que Platón proponía que el mundo se originó en un «acto creativo inteligente». Platón tiene un personaje que explica el concepto de un «demiurgo» con suprema sabiduría e inteligencia como el creador del cosmos en su trabajo.
La perspectiva teleológica de Platón también se basa en el análisis de un orden y una estructura a priori en el mundo que ya había presentado en La República. La historia no propone la creación ex nihilo; más bien, el demiurgo hizo surgir el orden desde el caos del cosmos, imitando las Formas eternas.

El mundo de Formas eternas e invariables de Platón, representado imperfectamente en la materia por un Artesano divino, contrasta fuertemente con los diversas Weltanschauungen mecanicistas, de las que el atomismo fue, al menos en el siglo IV, la más prominente... Este debate debió persistir en el mundo antiguo. El mecanismo atomístico recibió un impulso de Epicuro... mientras que los estoicos adoptaron una teleología divina... La elección parece simple: o bien mostrar cómo un mundo estructurado y regular podría surgir de procesos no dirigidos o inyectar inteligencia en el sistema.
Plato's world of eternal and unchanging Forms, imperfectly represented in matter by a divine Artisan, contrasts sharply with the various mechanistic Weltanschauungen, of which atomism was, by the 4th century at least, the most prominent... This debate was to persist throughout the ancient world. Atomistic mechanism got a shot in the arm from Epicurus... while the Stoics adopted a divine teleology... The choice seems simple: either show how a structured, regular world could arise out of undirected processes, or inject intelligence into the system.
Cause and Explanation in Ancient Greek Thought (1997), R. J. Hankinson

Aristóteles (c. 384-322 a. C.) , alumno y amigo de Platón, continuó la tradición socrática de criticar a los científicos naturales, que como Demócrito, buscaban (como en la ciencia moderna) explicar todo en términos de materia y movimiento azaroso. Fue muy influyente en el desarrollo futuro del creacionismo clásico, pero no fue un «creacionista» directo porque no requirió ninguna intervención de la creación en la naturaleza, lo que significa que «aisló a dios de cualquier requerimiento de intervenir en la naturaleza, ya sea como creador o como administrador». La concepción teleológica de la naturaleza en Aristóteles, en el sentido de que «la naturaleza [...] no hace nada en vano» y exhibe finalidad (telos). En lugar de la intervención directa de un creador, es «apenas una exageración decir que para Aristóteles todo el funcionamiento del mundo natural, así como también de los cielos, debe entenderse como un esfuerzo compartido hacia una realidad divina». Y mientras que el mito en el Timeo sugiere que todos los seres vivos están basados en un único paradigma, no uno para cada especie, e incluso cuenta una historia de «devolución» en la que otros seres vivientes se desenvolvieron desde los humanos, fue Aristóteles quien presentó la influyente idea de que cada tipo de ser vivo normal debía basarse en un paradigma o formas fijas para esa especie.
Aristóteles sentía que la biología era un ejemplo particularmente importante de un campo donde las ciencias naturales materialistas ignoraban la información que se necesitaba para entender bien a los seres vivos. Por ejemplo, las aves usan las alas para el vuelo; por ello la explicación más completa con respecto a lo natural, así como a lo artificial, sería en su mayor parte teleológica. De hecho, las propuestas de que las especies han cambiado por casualidad sobreviviendo el más apto, similar a lo que ahora se llama «selección natural», ya eran conocidas por Aristóteles y las rechazaba con la misma lógica. Reconoció que las monstruosidades (nuevas formas de vida) podrían surgir por casualidad, pero no estaba de acuerdo con aquellos que atribuían todo lo natural a la casualidad porque creía que la ciencia solo puede proporcionar una descripción general de lo que es normal, «siempre, o en su mayor parte». La distinción entre lo que es normal, o por naturaleza, y lo que es "accidental", o no por naturaleza, es importante en la comprensión de Aristóteles de la naturaleza. Como señala Sedley, «Aristóteles se complace en decir (Física II 8, 199a33-b4) sin el menor temor a la blasfemia, los oficios cometen errores ocasionales; por lo tanto, por analogía, también la naturaleza». Según Aristóteles, los cambios que suceden por naturaleza son causados por sus «causas formales», y por ejemplo, en el caso de las alas de un ave, también existe una «causa final» que es el propósito de volar. Comparó explícitamente esto con la tecnología humana:

Si entonces lo que viene del arte es por el bien de algo, está claro que lo que proviene de la naturaleza también [...] Esto está claro sobre todo en los otros animales, que no hacen nada por arte, investigación o deliberación; por lo que algunas personas están completamente perdidas, ya sea por inteligencia o de alguna otra manera que las arañas, las hormigas y esas cosas funcionan. [...] Es absurdo pensar que una cosa no sucede por el bien de una cosa si no vemos qué es lo que la pone en movimiento deliberando. [...] Esto es más claro cuando alguien practica la medicina por sí mismo; porque la naturaleza es así.
If then what comes from art is for the sake of something, it is clear that what come from nature is too [...] This is clear most of all in the other animals, which do nothing by art, inquiry, or deliberation; for which reason some people are completely at a loss whether it is by intelligence or in some other way that spiders, ants, and such things work. [...] It is absurd to think that a thing does not happen for the sake of something if we do not see what sets it in motion deliberating. [...] This is most clear when someone practices medicine himself on himself; for nature is like that.
Física (II 8.37), Aristóteles

Según el filósofo, los cambios que suceden por naturaleza son causados por sus causas formales. Aristóteles añade que la causa formal y la final son en esencia una misma cosa, y «aquello en lo que primeramente proviene el movimiento es específicamente lo mismo que estas, pues el hombre engendra al hombre». La cuestión de cómo entender la concepción de Aristóteles de la naturaleza con un propósito y dirección, algo como la actividad humana, es controvertida en los detalles. Christopher Shields recalcó que Aristóteles piensa «que los organismos tienen causas finales, pero que no llegaron a tenerlas a fuerza de las actividades de diseño de algún agente intencional». Ernst Mayr negó que la teleología continua desempeñando un papel tras Charles Darwin. La filósofa estadounidense Martha Nussbaum (n. 1947), por ejemplo, ha argumentado que en su biología este enfoque era práctico y estaba destinado a mostrar que la naturaleza solo era análoga al arte humano, y que las explicaciones de un órgano estaban muy informadas por el conocimiento de su función esencial. Sin embargo, la posición de Nussbaum no se acepta universalmente. En cualquier caso, Aristóteles no fue entendido de esta manera por sus seguidores en la Edad Media, que lo veían coherente con la religión monoteísta y con un entendimiento teleológico de toda la naturaleza. Consistente con la interpretación medieval, en su Metafísica y en otras obras, Aristóteles argumentó claramente que era un dios o «primer motor», el que era la causa última, aunque no específicamente la causa material, de las formas o naturalezas eternas que causaban el orden natural, incluidos todos los seres vivos. Y se refiere claramente a que esta entidad tiene un intelecto que los humanos de alguna manera comparten, lo que ayuda a los humanos a ver las verdaderas naturalezas o formas de las cosas sin depender únicamente de la percepción sensorial de las cosas físicas, incluidas las especies vivas. Esta comprensión de la naturaleza, y los argumentos de Aristóteles contra las comprensiones materialistas de la naturaleza, fueron muy influyentes en la Edad Media en Europa. La idea de especies fijas siguió siendo dominante en biología hasta Darwin, y un enfoque biológico sigue siendo común hoy en día en las críticas teleológicas de la ciencia moderna. Pero esta conclusión debe leerse en el contexto del problema de los universales. La visión “fuertemente esencialista” de las especies atribuida a Aristóteles es "demostrablemente un producto de desarrollos históricos posteriores", especialmente "con el surgimiento de la filosofía mecánica y su embriología preformacionista concomitante". Ludwig Edelstein argumenta que Aristóteles no declara explícitamente "si cree o no en la eternidad de la raza humana". Arthur Platt comentó acerca de los puntos de vista de Aristóteles sobre la evolución en su traducción de la Generación de los animales que él "no tuvo objeción alguna al desarrollo gradual del hombre a partir de algún organismo inferior, pero también que sabiamente mantuvo una actitud de absoluto agnosticismo sobre la cuestión".

#### Época romana

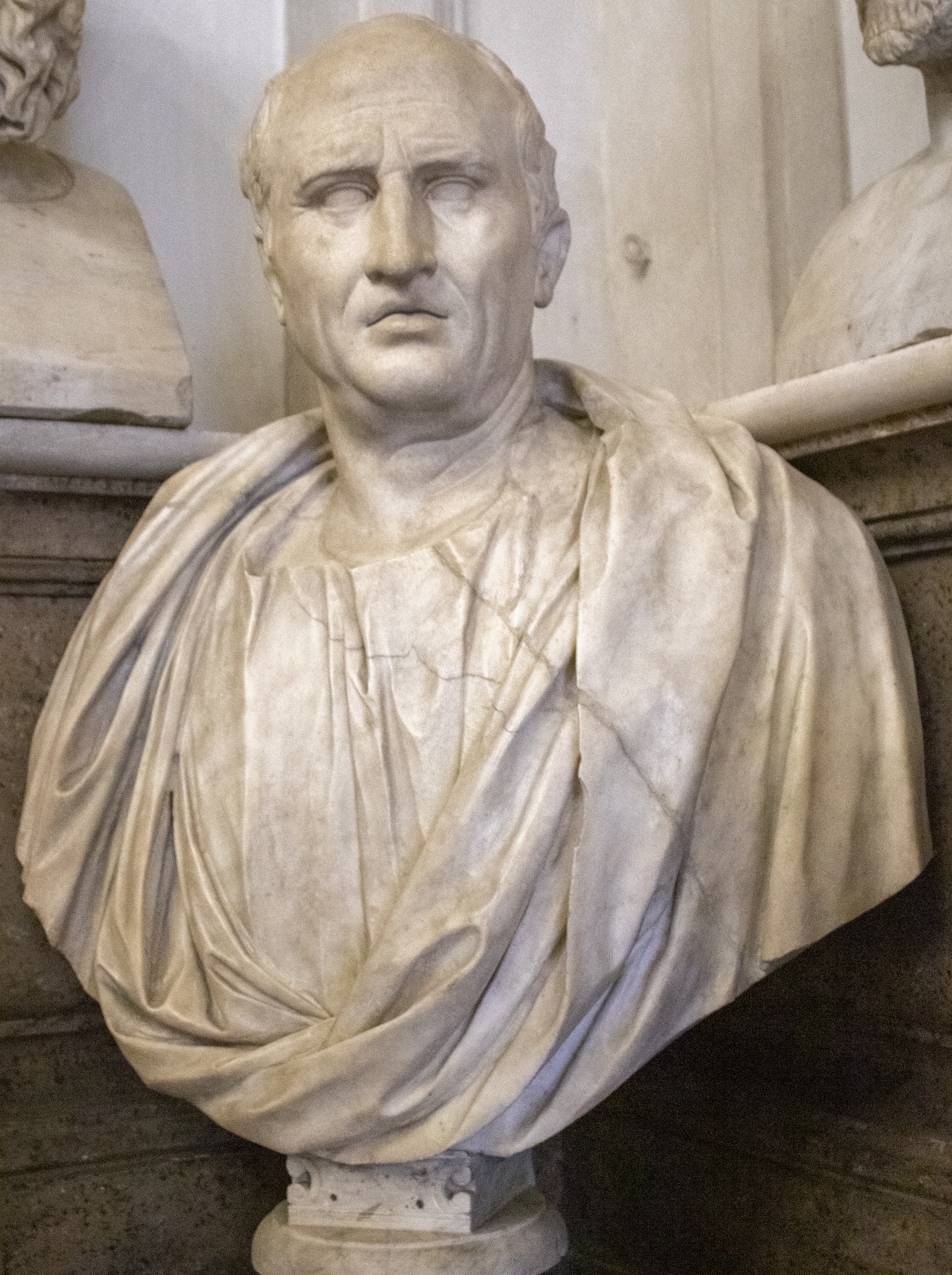
La analogía del relojero se remonta hasta Cicerón en De Natura Deorum (II.34).

Los estoicos siguieron a Heráclito en las líneas principales de su física, quien concibe el proceso con una visión teleológica, como un desarrollo racional, de acuerdo con el Logos. El principio primario es, según él, el aire ígneo o fuego. Los estoicos difieren de Heráclito en que todo el proceso se lleva a cabo de acuerdo con los fines de la Divinidad, que es una inteligencia providente y cuidadosa, mientras que en Heráclito no se asume ninguna providencia.
Fueron los estoicos los que, bajo su influencia, «desarrollaron la batería de argumentos creacionistas ampliamente conocidos bajo la etiqueta 'El argumento del diseño'». Cicerón (c. 106-c.43 a. C.) informó del argumento teleológico de los estoicos en el libro II de De natura deorum [Sobre la naturaleza de los dioses, 45 a. C.], que incluía una temprana versión de la analogía del relojero, que más tarde fue desarrollada por William Paley (1743-1805). Uno de sus personajes dice:

Cuando ves un reloj de sol o un reloj de agua, ves que dice la hora por diseño y no por casualidad. Entonces, ¿cómo puedes imaginar que el universo en su totalidad carece de propósito e inteligencia, cuando lo abarca todo, incluidos esos artefactos y sus artífices?
When you see a sundial or a water-clock, you see that it tells the time by design and not by chance. How then can you imagine that the universe as a whole is devoid of purpose and intelligence, when it embraces everything, including these artifacts themselves and their artificers?
De natura deorum  (II.34), Cicerón

Otro partidario clásico muy importante del argumento teleológico fue Galeno (129-c. 201/216), cuyos obras compendio fueron una de las principales fuentes de conocimiento médico hasta los tiempos modernos, tanto en Europa como en el mundo islámico medieval. No era un estoico, pero al igual que ellos, buscaba en los socráticos y se dedicaba constantemente a discutir tanto contra los atomistas como contra los epicúreos. A diferencia de Aristóteles (que, sin embargo, tenía una gran influencia sobre él) y, a diferencia de los neoplatónicos, creía que realmente había evidencia de algo literalmente similar al «demiurgo» que se encuentra en el Timeo de Platón, que trabajaba físicamente sobre la naturaleza.
En obras como su De Usu Partium Corporis Humani  [Sobre la utilidad de las partes del cuerpo humano], Galeno usó de ejemplo la formación y estructura de los dientes como evidencia de ello en la complejidad de la construcción animal y la imposibilidad de su orden de forma azarosa (UP 11.8, cf. 11.7). La habilidad extraordinaria y providencial que se evidencia en la Naturaleza equivale para Galeno a un artesano (technites). Aunque la naturaleza se equivoca alguna vez, como en mutaciones, esto sucede «sólo una vez en diez mil veces diez mil casos» (UP 17.1, ii 444,3-7 H) y si un artesano humano como Policleto «cometiera un error de este tipo sólo una vez entre mil estatuas, no lo condenaríais, sino que diríais que sus detractores no tenían juicio» (UP 17.1, ii 444,7-9 H). Criticó la medicina de Asclepíades de Bitinia que negaba por ejemplo que "los riñones han sido hechos por la naturaleza sin ningún propósito" porque "si, como piensa Epicuro, toda atracción tiene lugar en virtud de los rebotes y enredos de los átomos, sería ciertamente mejor sostener que los riñones no tienen ninguna acción de atracción en absoluto." En De Naturalibus Facultatibus [Sobre las facultades naturales] Galeno demuestra la función homeostática del riñón, concluyendo que si Asclepíades "no estaba satisfecho con lo que decía Epicuro, y no tenía nada mejor que decir él mismo, debería haberse abstenido de hacer hipótesis, y debería haber dicho que la Naturaleza es un artista constructiva".
El trabajo de Galeno muestra «signos tempranos de contacto y contraste entre la tradición pagana y la judeocristiana de la creación», criticando el relato que se encuentra en la Biblia. «Moisés, sugiere, se habría contentado con decir que Dios ordenó que las pestañas no crecieran y que obedecieron. En contraste con esto, el Demiurgo de la tradición platónica es ante todo un técnico». Sorprendentemente, ni Aristóteles ni Platón, sino Jenofonte, era considerado por Galeno como el mejor escritor sobre el tema. Galeno compartió con Jenofonte un escepticismo sobre el valor de los libros sobre la filosofía más especulativa, excepto por preguntas tales como si hay «algo en el mundo superior en poder y sabiduría al hombre». Consideraba que esto tenía una importancia cotidiana, una utilidad para vivir bien. También afirmó que Jenofonte fue el autor que informó de la posición real de Sócrates, incluido su aislamiento de muchos tipos de ciencia y filosofía especulativas.
La conexión que hizo Galeno del argumento teleológico con las discusiones sobre la complejidad de los seres vivos, y su insistencia en que eso era posible para un científico práctico, anuncian ya algunos aspectos de los usos modernos del argumento teleológico.

### Filosofía y teología medievales

#### Escritores cristianos clásicos tardíos
Como una apelación a la revelación general, el apóstol Pablo (5-67 d. C.), argumenta en Romanos (1:18-20), que como se ha explicado a todos, a partir de lo que se ha creado en el mundo, es obvio que hay un Dios.
Marcus Minucius Felix (ca. finales del siglo II al III), un temprano escritor cristiano, defendió la existencia de Dios basándose en la analogía de una casa ordenada en su Órdenes:

Suponiendo que entraras en una casa y encontraras todo limpio, ordenado y bien cuidado, seguramente asumirías que tenía un maestro, y uno mucho mejor que las cosas buenas, sus pertenencias; así en esta casa del universo, cuando en todo el cielo y la tierra ves las marcas de la previsión, orden y ley, ¿no puedes asumir que el señor y el autor del universo son más hermosos que las estrellas en sí mismas o que cualquier parte del mundo entero? "
Supposing you went into a house and found everything neat, orderly and well-kept, surely you would assume it had a master, and one much better than the good things, his belongings ; so in this house of the universe, when throughout heaven and earth you see the marks of foresight, order and law, may you not assume that the lord and author of the universe is fairer than the stars themselves or than any portions of the entire world?
The Octavius of Minucius Felix, Marcus Minucius Felix

Agustín de Hipona (354-430) en La ciudad de Dios mencionaba la idea de que los «cambios y movimientos bien ordenados» del mundo y «la apariencia justa de todas las cosas visibles» eran evidencias de que el mundo había sido creado, y «eso no pudo haber sido creado salvo por Dios».

#### Filosofía islámica
La temprana filosofía islámica desempeñó un papel importante en el desarrollo de la comprensión filosófica de Dios entre los pensadores judíos y cristianos en la Edad Media, pero en relación con el argumento teleológico, uno de los efectos duraderos de esta tradición provino de sus discusiones sobre las dificultades que este tipo de prueba tiene. Los teólogos y filósofos islámicos utilizaron diversas formas del argumento del diseño desde la época de los primeros teólogos mutakallimun en el siglo IX, aunque fue rechazado por las escuelas fundamentalistas o literalistas, para quienes la mención de Dios en el Corán debía de ser suficiente evidencia. El argumento del diseño también fue visto como un sofisma poco convincente por el antiguo filósofo islámico Al-Farabi (872-950), que en cambio adoptó el enfoque «emanacionista» de los neoplatonistas como Plotino, por el cual la naturaleza está racionalmente ordenada, pero Dios no es como un artesano que literalmente maneja el mundo. Más tarde, Avicena (ca. 980-1037) también se convenció de esto y propuso, en cambio, un argumento cosmológico para la existencia de Dios, conocido como prueba de la veracidad.
Sin embargo, el argumento fue aceptado más tarde por el filósofo aristotélico Averroes (Ibn Rushd) (1126-1198) y su gran opositor Al-Ghazali (1057-1111). El término de Averroes para el argumento era Dalīl al-ˁināya, que puede traducirse como «argumento de la providencia». Sin embargo, ambos aceptaron el argumento porque creían que se menciona explícitamente en el Corán. A pesar de esto, como Aristóteles, los neoplatonistas y Al-Farabi, Averroes propuso que el intelecto de Dios era el que causaba el orden y el movimiento continuo en el mundo. Si Averroes fue un «emanacionista» como sus antecesores ha sido un tema de desacuerdo e incertidumbre. Pero generalmente se acepta que lo que adaptó de esas tradiciones, coincidió con ellos sobre el hecho de que Dios no crea de la misma manera que un artesano.
De hecho, entonces Averroes trataba el argumento teleológico como uno de los dos argumentos religiosos para la existencia de Dios. La principal prueba demostrativa era para él la prueba de Aristóteles del movimiento en el universo de que debe haber un primer factor de movimiento («motor primario») que haga que todo lo demás se mueva. La posición de Averroes de que la prueba más válida desde el punto de vista lógico debía ser física en lugar de metafísica (porque entonces la metafísica se probaría a sí misma) estaba en oposición consciente con la posición de Avicena. Más tarde, otros filósofos judíos y cristianos, como Tomás de Aquino, se dieron cuenta de este debate y, en general, tomaron una posición más cercana a Avicena.

#### Filosofía judía
Jerónimo de Estridón notó rápidamente la influencia del pensamiento teológico de Platón sobre el filósofo judío helenístico Filón de Alejandría. Tanto en Filón como en Platón, un Dios benevolente, denominado «artesano» por Platón y «arquitecto» por Filón, creó el mundo. De hecho, primero creó el mundo inteligible, el plan del arquitecto, antes que el mundo material. Del mismo modo, como en Platón, el arquitecto no es responsable de las faltas y del mal del hombre real porque no fue él, sino sus ayudantes quienes crearon al hombre sensible.  Siguiendo la concepción estoica, Dios es para Filón «la causa activa de la creación».
Si es necesario hablar en términos claros, diría que el Cosmos noêtos no es otra cosa que el Logos de Dios creando el mundo, así como la ciudad inteligible no es otra cosa que el pensamiento del arquitecto meditando sobre la creación de la ciudad (Op., 25).
Un ejemplo del argumento teleológico en la filosofía judía aparece cuando el filósofo aristotélico medieval Maimónides (1135-1204) cita el pasaje en Isaías 40:26, donde el "santo" dice: «Levanta tus ojos en alto, y mira quién ha creado esas cosas, que muetran a su anfitrión por número»: Sin embargo, Barry Holtz llama a esto «una forma burda del argumento del diseño», y que esta «es solo una forma posible de leer el texto». Afirma que «En general, en los textos bíblicos, la existencia de Dios se da por sentada».
Maimónides también recordó que Abraham (en el midrash, o texto explicativo, de Genesis Rabbah 39:1) reconoció la existencia de «una deidad trascendente del hecho de que el mundo a su alrededor exhibe un orden y un diseño». El midrash hace una analogía entre la evidencia de que un edificio tiene un dueño y que el mundo está a cargo de Dios. Abraham dice: «¿Es concebible que el mundo no tenga guía?». Debido a estos ejemplos, el filósofo del siglo XIX Nachman Krochmal calificó el argumento del diseño como «un principio fundamental de la fe judía».
El físico, escritor yrabino ortodoxo estadounidense, Aryeh Kaplan (1934-1983), vuelve a contar una leyenda sobre el también rabino Meir Baal HaNess del siglo II. Cuando un filósofo le dijo que no creía que el mundo fuera creado por Dios, Meir sacó un hermoso poema que, según él, se había originado cuando un gato había golpeado accidentalmente una olla de tinta «derramando tinta por todo el documento. Este poema fue el resultado». El filósofo exclamó que eso sería imposible: «Debe haber un autor. Debe haber un escriba». El rabino concluyó: «¿Cómo podría el universo... nacer por sí mismo? Debe haber un Autor. Debe haber un Creador».

#### Tomás de Aquino

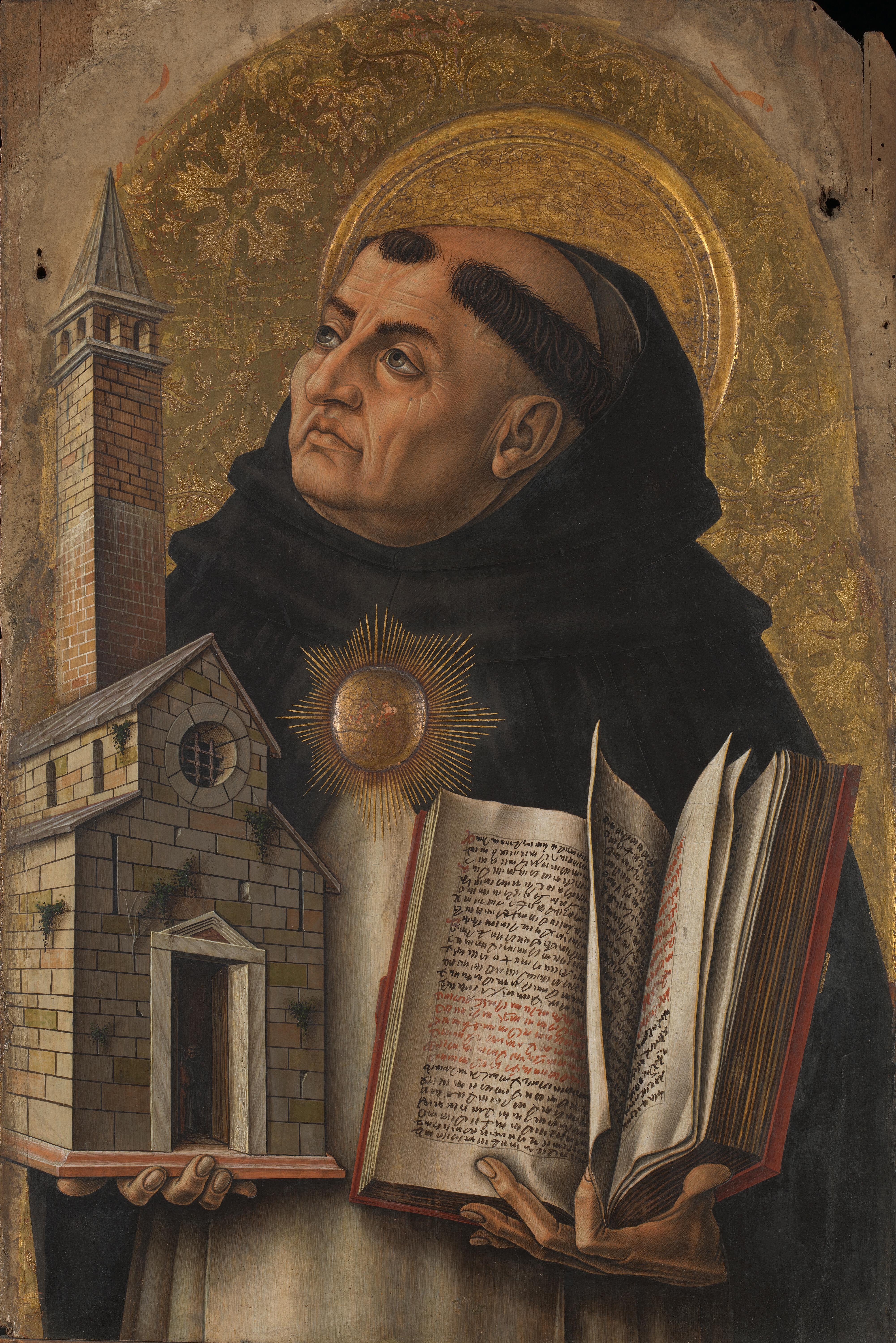
La quinta de las pruebas de Tomás de Aquino de la existencia de Dios está basada en la teleología

Tomás de Aquino (1225-1274), cuyos escritos fueron ampliamente aceptados en la Europa occidental católica, estuvo fuertemente influenciado por Aristóteles, Averroes y otros filósofos islámicos y judíos. Presentó un argumento teleológico en su Summa Theologica (1265-1274). En la obra, Aquino presentó cinco formas en las que intentó probar la existencia de Dios: las quinque viae. Estos argumentos presentan solo argumentos a posteriori, en lugar de la lectura literal de textos sagrados. Resume su quinta Vía del ser inteligente y del gobierno del mundo de la siguiente manera:

La quinta [vía] se deduce a partir del ordenamiento de las cosas. Pues vemos que hay cosas que no tienen conocimiento, como son los cuerpos naturales, y que obran por un fin. Esto se puede comprobar observando como siempre o a menudo obran igua para conseguir lo mejor. De donde se deduce que, para alcanzar su objetivo, no obran al azar, sino intencionadamente. Las cosas que no tienen conocimiento no tienden al fin sin ser dirigidas por alguien con conocimiento e inteligencia, como la flecha del arquero. Por lo tanto, hay alguien inteligente por el que todas las cosas son dirigidas al fin. Le llamamos Dios.
Summa Theologica, Tomás de Aquino

Aquino señala que la existencia de causas finales, por las que una causa se dirige hacia un efecto, solo puede explicarse mediante una apelación a la inteligencia. Sin embargo, como los cuerpos naturales, aparte de los humanos, no poseen inteligencia, debe, razona, existir un ser que dirija las causas finales en todo momento. Ese ser es lo que llamamos Dios.

Todo lo que tiene un cierto orden es preciso que sea regido por alguna providencia; pero las cosas naturales tienen un cierto orden en sus movimientos; luego son regidos por una providencia. [...] La providencia considera el orden al fin, y por tanto quienes niegan la causa final es preciso que consecuentemente nieguen la providencia, como afirma el Comentador (Averroes) en la Physica. [...] Todo lo que no tiene una causa determinada sucede por casualidad, y por tanto según la postura señalada sería preciso que todas las armonías y utilidades que se encuentran en las cosas fuesen casuales [...] Pero esto no puede ser; en efecto, las cosas que suceden por casualidad advienen en una proporción pequeña; comprobamos ciertamente que las armonías y utilidades acaecen en las obras de la naturaleza siempre o en la mayor parte de los casos, y por tanto no puede ser que sucedan por casualidad; por eso es preciso afirmar que proceden de una intención del fin.
Questiones Disputatae de Veritate (v. 2.), Tomás de Aquino

### Modernidad

#### Descartes
René Descartes (1596-1650) entendió al ser humano como un conjunto entre dos sustancias distintas, la res cogitans, la mente; y la res extensa, que es el cuerpo. Descartes mantuvo una visión mecanicista de este último según la cual el cuerpo de un animal y ser humano pueden entenderse mejor como máquinas que funcionan por sí solas mediante principios mecánicos y creadas por Dios, ya que "si alguien posee la idea de una máquina, y en ella se encuentran todas las complejidades imaginables de diseño, entonces la inferencia correcta es, claramente, que esta idea surgió originalmente de una causa en la que realmente existían todas las complejidades imaginables".

Supongo que el cuerpo no es otra cosa que una estatua o máquina de tierra a la que Dios da forma con el expreso propósito de que sea lo más semejante a nosotros [...] Conocemos relojes, fuentes artificiales, molinos y otras máquinas similares que, habiendo sido realizadas por el hombre, sin embargo poseen fuerza para moverse de modos distintos en virtud de sus propios medios; creo que no sería capaz de imaginar tanta diversidad de movimientos en ésta, que supongo construida por la mano de Dios, ni de atribuirle tal artificio, como para que no tengáis motivo para pensar que pudiera ser aventajada por otra.
Tratado del hombre (1662), René Descartes

Thomas Hobbes (1588-1679), contemporáneo de Descartes, también siguió la concepción mecanicista del ser humano como un máquina pero rechazó el dualismo sustancial cartesiano al entender la mente e incluso a Dios como corpóreos, lo que le ganó la crítica de ser ateo por sus contemporáneos.

#### Newton y Leibniz
Isaac Newton (1643-1727) afirmó su creencia en la verdad del argumento cuando, en 1713, escribió estas palabras en un apéndice de la segunda edición de sus Principia Mathematica (1687):

Este sistema más elegante de sol, planetas y cometas no podría haber surgido sin el diseño y dominio de un ser inteligente y poderoso.
This most elegant system of the sun, planets, and comets could not have arisen without the design and dominion of an intelligent and powerful being.
Isaac Newton

Esta opinión, que «Dios es conocido por sus obras», fue apoyada y popularizada por los amigos de Newton, el helenista Richard Bentley (1662-1742), el filósofo y teólogo Samuel Clarke (1675-1729) y el teólogo, historiador y matemático William Whiston (1667-1752) fue teólogo, historiador y matemático) en las conferencias de Boyle, que Newton supervisó. Newton escribió a Bentley, justo antes de que Bentley diera la primera conferencia en 1692, que:

(...) cuando escribí mi tratado sobre nuestro Sistema, tuve un ojo en los Principios que podrían funcionar al considerar a los hombres como la creencia de una Deidad, y nada puede regocijarme más que encontrarlo útil para ese propósito.
(...) when I wrote my treatise about our Systeme I had an eye upon such Principles as might work with considering men for the beliefe [sic] of a Deity, and nothing can rejoice me more than to find it useful for that purpose.
Isaac Newton (1692)

En la correspondencia de Leibniz-Clarke, Clarke compara el universo con un reloj mecánico y argumentó el caso de Newton de que Dios interviene constantemente en el mundo para mantener su diseño ajustado. Un concepto similar puede hallarse en De sphaera mundi, una introducción a la astronomía escrita por Johannes de Sacrobosco (c. 1195 – c. 1256) a principios del siglo XIII donde Sacrobosco se refiere al universo como la máquina del mundo (machina mundi).

La noción de que el mundo es una gran máquina que funciona sin la intervención de Dios, como lo hace el reloj sin la ayuda de un relojero, es la noción del materialismo y del destino, y tiende (con el pretexto de hacer de Dios una Inteligencia Supramundana) a colocar a la Providencia y al Gobierno de Dios fuera del Mundo.
The Notion of the World's being a great Machine, going on without the Interposition of God, as a Clock continues to go without the Assistance of a Clockmaker; is the Notion of Materialism and Fate, and tends, (under pretence of making God a Supra-mundane Intelligence,) to exclude Providence and God's Government in reality out of the World.
 Samuel Clarke

El filósofo alemán Gottfried Leibniz (1646-1716) no estuvo de acuerdo con la opinión de Newton sobre el diseño en el argumento teleológico. Leibniz pensaba que el universo había sido creado de tal manera que Dios no tendría que intervenir en absoluto. Escribió:

Según la doctrina [de Newton], Dios Todopoderoso quiere [es decir, necesita] dar cuerda a su reloj de vez en cuando; de lo contrario dejaría de moverse. Al parecer, no tenía suficiente previsión para convertirlo en un movimiento perpetuo.
According to [Newton's] doctrine, God Almighty wants [i.e. needs] to wind up his watch from time to time; otherwise it would cease to move. He had not it seems, sufficient foresight to make it a perpetual motion.
 Gottfried Leibniz

Leibniz consideraba que el argumento del diseño tenía «solo certeza moral» a menos que fuera apoyado por su propia idea de armonía preestablecida expuesta en su Monadología (1714). El filósofo y matemático británico Bertrand Russell (1872-1970) señaló que «La prueba de la armonía preestablecida es una forma particular de la llamada prueba físico-teológica, también conocida como el argumento del diseño». Según Leibniz, el universo está completamente hecho de sustancias individuales conocidas como mónadas, programadas para actuar de una manera predeterminada. Russell escribió:

En la forma de Leibniz, el argumento establece que la armonía de todas las mónadas solo puede surgir de una causa común. Que todas deban sincronizarse exactamente, solo puede ser explicado por un Creador que predeterminó su sincronismo.
In Leibniz's form, the argument states that the harmony of all the monads can only have arisen from a common cause. That they should all exactly synchronize, can only be explained by a Creator who pre-determined their synchronism.
A Critical Exposition of the Philosophy of Leibniz (1900), Bertrand Russell

#### Empiristas británicos
Los escritores neerlandeses del siglo XVII, Lessius (1554-1623) y Grocio (1583-1645), argumentaron que era improbable que la intrincada estructura del mundo, como la de una casa, hubiera surgido por casualidad. El empirista inglés John Locke (1632-1704), quien escribió a finales del siglo XVII, desarrolló la idea aristotélica de que, excluyendo a la geometría, toda la ciencia debía alcanzar su conocimiento a posteriori, a través de la experiencia sensorial. En respuesta a Locke, el obispo anglicano irlandés George Berkeley (1685-1753), avanzó una forma de idealismo en el que las cosas solo continúan existiendo cuando son percibidas. Cuando los hombres no perciben objetos, continúan existiendo porque Dios los percibe. Por lo tanto, para que los objetos permanezcan en existencia, Dios debe existir omnipresentemente.
David Hume (1711-1776), filósofo, economista, sociólogo e historiador escocés, a mediados del siglo XVIII, se refirió al argumento teleológico en su Tratado de la naturaleza humana (A Treatise of Human Nature, 1738-1740), donde parece dar su apoyo al argumento del diseño. John Wright señala que «De hecho, afirma que todo el impulso de su análisis de la causalidad en el Tratado respalda el argumento del Diseño», y que, según Hume, «estamos obligados 'a inferir un Arquitecto infinitamente perfecto'».
Sin embargo, más tarde fue más crítico con el argumento en su Investigación sobre el entendimiento humano (An Enquiry Concerning Human Understanding, 1748). Esta obra se presentó como un diálogo entre Hume y «un amigo que ama las paradojas escépticas», en el que el amigo da una versión del argumento al decir de sus defensores, «pintan el orden, la belleza y la sabia disposición del universo en los colores más magníficos; y luego preguntar si tal despliegue glorioso de inteligencia podría provenir de una reunión aleatoria de átomos, o si el azar podría producir algo que el genio más grande nunca pueda admirar lo suficiente».
Hume también presentó argumentos a favor y en contra del argumento teleológico en sus Diálogos sobre la religión natural (Dialogues Concerning Natural Religion, 1779). El personaje Cleanthes, al resumir el argumento teleológico, compara el universo con una máquina hecha por el hombre, y concluye con el principio de efectos similares y causas similares que debe tener una inteligencia de diseño:

Mira alrededor del mundo: contempla el todo y cada parte de él: encontrarás que no es más que una gran máquina, subdividida en un número infinito de máquinas menores, que de nuevo admiten subdivisiones en un grado más allá de lo que los sentidos y las facultades humanas pueden rastrear y explicar. Todas estas diversas máquinas, e incluso sus partes más diminutas, se ajustan entre sí con una precisión, que cautiva con admiración a todos los hombres que las han contemplado. La curiosa adaptación de los medios a los fines, en toda la naturaleza, se asemeja exactamente, aunque excede en gran medida, a las producciones de artilugios humanos; de diseño humano, pensamiento, sabiduría e inteligencia. Como, por lo tanto, los efectos se asemejan, todas las reglas de analogía nos llevan a inferir que las causas también se parecen; y que el Autor de la Naturaleza es algo similar a la mente del hombre; aunque posee facultades mucho más grandes, proporcionadas a la grandeza de la obra que ha ejecutado. Mediante este argumento a posteriori, y solo con este argumento, probamos de inmediato la existencia de una Deidad y su similitud con la mente y la inteligencia humanas.
Look round the world: contemplate the whole and every part of it: You will find it to be nothing but one great-machine, subdivided into an infinite number of lesser machines, which again admit of subdivisions to a degree beyond what human senses and faculties can trace and explain. All these various machines, and even their most minute parts, are adjusted to each other with an accuracy, which ravishes into admiration all men who have ever contemplated them. The curious adapting of means to ends, throughout all nature, resembles exactly, though it much exceeds, the productions of human contrivance; of human design, thought, wisdom, and intelligence. Since therefore the effects resemble each other, we are led to infer, by all the rules of analogy, that the causes also resemble; and that the Author of Nature is somewhat similar to the mind of man; though possessed of much larger faculties, proportioned to the grandeur of the work which he has executed. By this argument a posteriori, and by this argument alone, do we prove at once the existence of a Deity, and his similarity to human mind and intelligence.
Diálogos sobre la religión natural (1779), David Hume

Por otro lado, el personaje escéptico, Philo, no está satisfecho con el argumento del diseño. Intenta varias refutaciones, incluida una que presumiblemente presagia la teoría de Darwin, y señala que si Dios se pareciese a un diseñador humano, supone que las características divinas como la omnipotencia y la omnisciencia no estarían justificadas. Continúa bromeando que, lejos de ser la creación perfecta de un diseñador perfecto, este universo puede ser «solo el primer rudo ensayo de alguna deidad infantil... el objeto de burla de sus superiores».

#### Teología natural
La cultura intelectual de Gran Bretaña en los siglos XVII, XVIII y principios del XIX cambió hacia la teología natural, en la que la providencia divina se descubrió en las leyes naturales que gobiernan el universo material, en lugar de la revelación divina. Robert Boyle (1627-1691) representó una articulación temprana del argumento del diseño para la existencia de Dios en Disquisition About the Final Causes of Natural Things (1655). Boyle adoptó ciertas hipótesis del atomismo epicúreo y puntos de vista mecanicistas, pero rechazó el materialismo y el ateísmo absolutos. Stephen Jay Gould (1941-2002) escribe que Boyle "unió perfectamente el mecanismo y la religión en un sistema coherente que otorgó un estatus más alto a ambos lados". John Ray (1627- 1705), contemporáneo de Boyle, que presagió las ideas de William Paley un siglo después.
William Derham (1657-1735), teólogo natural y clérigo inglés,  publicó una serie de libros teleológicos, comenzando en 1696 con su Artificial Clockmaker [Relojero artificial]. Siguieron otros siendo los más conocidos Physico-Theology [Física-teología], 1713; Astro-Theology [Astro-teología], 1714; y Christo-Theology [Cristo-teología], 1730. Physico-Theology, por ejemplo, fue subtitulada explícitamente «A demonstration of the being and attributes of God from his works of creation»  [Una demostración del ser y los atributos de Dios a partir de sus obras de creación]. Derham enumeró las observaciones científicas de las muchas variaciones en la naturaleza y propuso que demostraban «la irracionalidad de la infidelidad» (the unreasonableness of infidelity). Al final de la sección sobre «Gravedad», por ejemplo, señalaba: «¿Qué más se puede concluir, sino que todo se hizo con un Diseño manifiesto, y que toda la Estructura es Obra de algún Ser inteligente; algún Artista, de Poder y Habilidad equivalentes a tal Trabajo?».  Además, del «sentido del sonido» escribió:

Para quién sino un Ser inteligente, qué menos que un Dios omnipotente e infinitamente sabio podría idear, y hacer que un Cuerpo tan delicado, un Medio tan, sea tan susceptible de toda impresión, que el Sentido de la Audición tenga la oportunidad de capacitar a todos los Animales para expresar su sentido y significado a otros.
For who but an intelligent Being, what less than an omnipotent and infinitely wise God could contrive, and make such a fine Body, such a Medium, so susceptible of every Impression, that the Sense of Hearing hath occasion for, to empower all Animals to express their Sense and Meaning to others.
Physico-Theology (1713), William Derham

Derham concluía: «Porque esto un Signo, un Hombre es un Ateo voluntario y perverso, que imputará una Obra tan gloriosa, como es la Creación, a cualquier cosa, sí, a una simple Nada (como es el Azar) en lugar de a Dios». A.S. Weber escribe que la obra Physico-Theology de Derham «influyó directamente» en la obra posterior de William Paley.
El poder y, sin embargo, las limitaciones de este tipo de razonamiento se ilustra en el microcosmos por la historia de la fábula de La Fontaine de La bellota y la calabaza, que apareció por primera vez en Francia en 1679. La alegre anécdota de cómo un campesino que duda finalmente es convencido de que la sabiduría detrás de la creación socava tal enfoque. Sin embargo, a partir de la conversión de Anne Finch, condesa de Winchilsea (1661-1720) de la historia en una polémica contra el ateísmo, una sucesión de escritores morales ha asumido que presenta un argumento válido para la proposición de que «La sabiduría de Dios se muestra en la creación».

#### Analogía del relojero

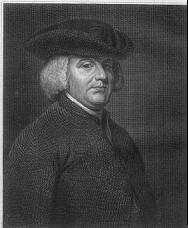
William Paley popularizó la «analogía del relojero» utilizada por teólogos naturales anteriores, haciendo de ella un famoso argumento teleológico.

La analogía del relojero, que enmarca el argumento teleológico en referencia a un reloj, se remonta al menos a los estoicos, que fueron informados por Cicerón en su De Natura Deorum (II.88), utilizando un argumento de ese tipo contra los epicúreos, a quienes, insultan, «consideran mejor el logro de Arquímedes al hacer un modelo de las revoluciones del firmamento que el de la naturaleza al crearlas, aunque la perfección del original muestre una artesanía muchas veces mayor que la falsificación». También fue utilizado por Robert Hooke y Voltaire (1694- 1778), que comentó:

El Universo me abruma, y no puedo imaginar.
Que este reloj existe y no ha tenido relojero.
L'univers m'embarrasse, et je ne puis songer.
 Que cette horloge existe, et n'ait point d'horloger.
 Les cabales: oeuvre pacifique (1772), Voltaire

William Paley (1743-1805) presentó su versión de la analogía del relojero al comienzo de su Natural Theology [Teología natural] (1802).

Suponga que encontré un reloj en el suelo, y debería preguntarme cómo se encontraba el reloj en ese lugar, casi no debería pensar... que, por lo que sé, el reloj siempre ha estado allí. Sin embargo ¿por qué esta respuesta no debería servir tanto para el reloj como para [una] piedra [que se encontraba en el suelo]?... Por esta razón, y por ninguna otra; es decir, que, si las diferentes partes se han formado de manera diferente de lo que son, si tienen un tamaño diferente de lo que son, o se colocaron de otra manera, o en cualquier orden que el que están colocadas, o bien ningún movimiento en absoluto se habría llevado a cabo en la máquina, o ninguno que hubiera respondido al uso que ahora sirve.
[S]uppose I found a watch upon the ground, and it should be inquired how the watch happened to be in that place, I should hardly think … that, for anything I knew, the watch might have always been there. Yet why should not this answer serve for the watch as well as for [a] stone [that happened to be lying on the ground]?… For this reason, and for no other; namely, that, if the different parts had been differently shaped from what they are, if a different size from what they are, or placed after any other manner, or in any order than that in which they are placed, either no motion at all would have been carried on in the machine, or none which would have answered the use that is now served by it.
Natural Theology  (1802), William Paley

Según el biofísico y teólogo norirlandés Alister McGrath (n. 1953), Paley argumentó que «La misma complejidad y utilidad evidentes en el diseño y en el funcionamiento de un reloj también se pueden discernir en el mundo natural. Cada característica de un organismo biológico, como la de un reloj, mostraba evidencia de haber sido diseñado de tal manera que se adaptase el organismo a la supervivencia en su entorno. Se observan complejidad y utilidad; la conclusión de que fueron diseñados y construidos por Dios, sostiene Paley, es tan natural como correcta».
La teología natural influyó fuertemente en la ciencia británica, con la expectativa expresada por el geólogo británico Adam Sedgwick (1785-1873) en 1831 de que las verdades reveladas por la ciencia no podían entrar en conflicto con las verdades morales de la religión. Esos filósofos naturales vieron a Dios como la primera causa y buscaron causas secundarias para explicar el diseño en la naturaleza: la figura principal, sir John Herschel, escribió en 1836 que, por analogía con otras causas intermedias, «el origen de las especies frescas, si alguna vez llegara a nuestro conocimiento, se encontraría como algo natural en contraste con un proceso milagroso».
Siendo estudiante de teología, Charles Darwin (1809-1882) encontró convincentes los argumentos de Paley. Sin embargo, más tarde desarrolló su teoría de la evolución en su obra de 1859 El origen de las especies (On the Origin of Species) que ofrece una explicación alternativa del orden biológico. En su Autobiografía, Darwin escribió que «el viejo argumento del diseño en la naturaleza, como lo presentó Paley, que antes me parecía tan concluyente, falla, ahora que la ley de la selección natural ha sido descubierta». Darwin luchó con el problema del mal y del sufrimiento en la naturaleza, pero se inclinaba a creer que la naturaleza dependía de «leyes diseñadas» y elogió la afirmación de Asa Gray sobre «el gran servicio de Darwin a las Ciencias Naturales para devolverle la Teleología: de modo que, en lugar de Morfología versus Teleología, tendremos morfología unida a la teleología». En una carta a Asa Gray, Darwin escribió que: «No puedo pensar que el mundo, tal como lo vemos, sea fruto del azar; y, sin embargo, no puedo mirar cada cosa por separado como resultado del Diseño». Darwin admitió que estaba «desconcertado» sobre el tema, pero estaba «inclinado a ver todo como resultado de leyes diseñadas, con los detalles, ya fuesen buenos o malos, dejados al trabajo de lo que podríamos llamar azar»:

Pero tengo la certeza de que no puedo ver, tan claramente como lo hacen los demás, y como deseo hacerlo, evidencia de diseño y beneficencia en todos los lados de nosotros. Me parece demasiada miseria en el mundo. No puedo convencerme a mí mismo de que un Dios benéfico y omnipotente hubiera creado a propósito a Ichneumonidae con la intención expresa de que se alimentaran dentro de los cuerpos vivos de las orugas, o que un gato debería jugar con los ratones. No creyendo esto, no veo ninguna necesidad en la creencia de que el ojo fue diseñado expresamente.
But I own that I cannot see, as plainly as others do, & as I shd wish to do, evidence of design & beneficence on all sides of us. There seems to me too much misery in the world. I cannot persuade myself that a beneficent & omnipotent God would have designedly created the Ichneumonidae with the express intention of their feeding within the living bodies of caterpillars, or that a cat should play with mice. Not believing this, I see no necessity in the belief that the eye was expressly designed.
Charles Darwin

### Proponentes recientes

#### Argumentos probabilistas
En 1928 y 1930, el teólogo bitánico F. R. Tennant (1866-1957) publicó su Philosophical Theology [Teología filosófica], que fue un «esfuerzo audaz para combinar el pensamiento científico y teológico». Propuso una versión del argumento teleológico basada en la acumulación de las probabilidades de cada adaptación biológica individual. «Tennant admite que los relatos naturalistas como la teoría evolutiva pueden explicar cada una de las adaptaciones individuales que cita, pero insiste en que, en tal caso, el todo excede la suma de sus partes: el naturalismo puede explicar cada adaptación pero no su totalidad». La Routledge Encyclopedia of Philosophy señala que «los críticos han insistido en centrarse en la evidencia de cada pieza de evidencia teísta, recordándonos que, al final, diez cubos con fugas no contienen más agua que uno». Además, «Algunos críticos, como John Hick y D.H. Mellor, se han opuesto al uso particular de Tennant de la teoría de la probabilidad y han cuestionado la relevancia de cualquier tipo de razonamiento probabilístico para las creencias teístas».
Y del mismo modo el filósofo inglés Richard Swinburne (n. 1934), sus «contribuciones a la teología filosófica han tratado de aplicar versiones más sofisticadas de la teoría de la probabilidad a la cuestión de la existencia de Dios, una mejora metodológica en la obra de Tennant, pero con el mismo espíritu». Utiliza la probabilidad bayesiana «teniendo en cuenta no solo el orden y el funcionamiento de la naturaleza, sino también el 'ajuste' entre la inteligencia humana y el universo, por lo que uno puede entender su funcionamiento, así como la experiencia humana estética, moral y religiosa». Swinburne escribe: «la existencia del orden en el mundo confirma la existencia de Dios sí y solo sí la existencia de este orden en el mundo es más probable si hay un Dios que si no lo hay... la probabilidad de un orden del tipo correcto es mucho mayor si existe un Dios, y por lo tanto, la existencia de tal orden aumenta enormemente la probabilidad de que exista un Dios». Swinburne reconoce que su argumento por sí solo puede no dar una razón para creer en la existencias de Dios, pero en combinación con otros argumentos como los argumentos cosmológicos y la evidencia de la experiencia mística, cree que sí puede.
Mientras discutía los argumentos de Hume, el filósofo y profesor estadounidense Alvin Plantinga (n. 1932) ofreció una versión probabilística del argumento teleológico en su libro God and Other Minds (1967) [Dios y otras mentes]:

Cada objeto contingente, tal que sepamos si fue o no el producto del diseño inteligente, fue el producto del diseño inteligente.
El universo es un objeto contingente.
Así que probablemente el universo está diseñado.
Every contingent object such that we know whether or not it was the product of intelligent design, was the product of intelligent design.
The universe is a contingent object.
So probably the universe is designed.
God and Other Minds (1967),   Alvin Plantinga

Siguiendo a Plantinga, el filósofo estadounidense Georges Dicker (n. 1942) produjo una versión ligeramente diferente en su libro sobre el obispo Berkeley:

A. El mundo... muestra un orden teleológico asombroso.
B. Todos los objetos que exhiben tal orden... son productos de diseño inteligente.
C. Probablemente el mundo sea el resultado de un diseño inteligente.
D. Probablemente, Dios existe y creó el mundo.
A. The world... shows amazing teleological order.
B. All Objects exhibiting such order... are products of intelligent design.
C. Probably the world is a result of intelligent design.
D. Probably, God exists and created the world.
Berkeley's Idealism: A Critical Examination (2011), Georges Dicker

La Enciclopedia Británica recoge las siguientes críticas a tales argumentos:

Por supuesto, se puede decir que cualquier forma en la que pueda estar el universo es estadísticamente improbable, ya que es solo una de las infinitas formas virtuales posibles. Pero su forma real no es más improbable, en este sentido, que otras innumerables. Es solo el hecho de que los humanos son parte de eso lo que lo hace parecer tan especial, que requiere una explicación trascendente.
It can of course be said that any form in which the universe might be is statistically enormously improbable as it is only one of a virtual infinity of possible forms. But its actual form is no more improbable, in this sense, than innumerable others. It is only the fact that humans are part of it that makes it seem so special, requiring a transcendent explanation.
Enciclopedia Británica

#### Universo afinado
Una variación moderna del argumento teleológico se basa en el concepto del ajuste fino del universo. Según el sitio web Biologos: «Afinación se refiere a la sorprendente precisión de las constantes físicas de la naturaleza y al estado inicial del Universo. Para explicar el estado actual del universo, incluso las mejores teorías científicas requieren que las constantes físicas de la naturaleza y el estado inicial del universo tengan valores extremadamente precisos». Además, el ajuste fino del universo es el aparente equilibrio delicado de las condiciones necesarias para la vida humana. En esta visión, la especulación sobre un amplio rango de posibles condiciones en las que la vida no puede existir se usa para explorar la probabilidad de las condiciones en las que la vida puede existir y existe. Por ejemplo, se puede argumentar que si la fuerza de la explosión del Big Bang hubiera sido diferente en 1/10 a la sexta potencia o la fuerza de interacción fuerte fuera solo un 5% diferente, la vida sería imposible.
El filósofo analítico y teólogo William Lane Craig (n. 1949) aclara que «cuando los científicos dicen que el universo está afinado para la vida, no quieren decir 'diseñado'; más bien significan que pequeñas desviaciones de los valores reales de las constantes fundamentales y cantidades de la naturaleza harían que el universo prohibiera la vida». Craig formula el siguiente argumento teleológico basado en el ajuste fino:

1. El ajuste fino del universo se debe a la necesidad física, al azar o al diseño. 
2. No se debe a la necesidad física o al azar. 
3. Por lo tanto, se debe al diseño.
1. The fine-tuning of the universe is due to either physical necessity, chance, or design.
2. It is not due to physical necessity or chance.
3. Therefore, it is due to design.
«The New Atheism and Five Arguments for God, 4. The Teleological Argument from Fine-tuning», William Lane Craig

Antony Flew (1923-2010), filósofo inglés que pasó la mayor parte de su vida siendo ateo pero se convirtió al deísmo y postuló que «un ser inteligente está involucrado de alguna manera en el diseño de condiciones que permitan que la vida surgiera y evolucionara». Concluyó que el ajuste fino del universo era demasiado preciso para ser el resultado del azar, así que aceptó la existencia de Dios. Dijo que su compromiso de «ir adonde conduce la evidencia» significaba que terminó aceptando la existencia de Dios.
El escritor y militante del nuevo ateísmo Christopher Hitchens (1949-2011) respecto a la pregunta de cuál es el mejor argumento teísta respondió que "todos elegimos el de ajuste fino como el más intrigante… tienes que pasar tiempo pensando en ello, trabajando en ello. No es un [argumento] trivial”.
El renombrado físico inglés Stephen Hawking (1942-2018) estimó en Breve historia del tiempo que «si la velocidad de expansión un segundo después del big bang hubiese sido menor, incluso en una parte, en cien mil billones, el universo se habría colapsado de nuevo antes que hubiese alcanzado nunca su tamaño actual [...] Una posible respuesta consiste en decir que Dios eligió la configuración inicial del universo por razones que nosotros no podemos esperar comprender». No obstante, Hawking señaló que la inflación podría explicar el hecho de que la tasa de expansión parece estar afinada, por lo que «la velocidad de expansión del universo se aproximaría automáticamente mucho a la velocidad crítica determinada por la densidad de energía del universo. Lo que explicaría por qué la velocidad de expansión es todavía tan próxima a la velocidad crítica, sin tener que suponer que la velocidad de expansión inicial del universo fuera escogida muy cuidadosamente».
En términos de un argumento teleológico, la intuición en relación con un universo afinado sería que Dios debe haber sido responsable, si el logro de tales condiciones perfectas es tan improbable. Sin embargo, en relación con el afinamiento, el filósofo estadounidense Kenneth Einar Himma (n. 1957) escribe: «El simple hecho de que sea enormemente improbable que un evento se haya producido... por sí solo, no nos da ninguna razón para pensar que ocurrió por diseño... Por intuitivamente tentador que sea...» Himma atribuye el «argumento de las improbabilidades sospechosas», una formalización de «la intuición del ajuste fino» al filósofo y rabino estadounidense George N. Schlesinger (1925-2013):

Para entender el argumento de Schlesinger, considere su reacción a dos eventos diferentes. Si John gana un juego de lotería de 1 en 1 000 000 000, no se sentiría inmediatamente tentado a pensar que John (o alguien que actúa en su nombre) hizo trampa. Sin embargo, si John ganó tres loterías consecutivas de 1 en 1000, inmediatamente se vería tentado a pensar que John (o alguien que actúa en su nombre) hizo trampa. Schlesinger cree que la reacción intuitiva a estos dos escenarios está justificada epistémicamente. La estructura de este último evento es tal que... justifica la creencia de que el diseño inteligente es la causa... A pesar del hecho de que la probabilidad de ganar tres juegos consecutivos de 1 en 1000 es exactamente la misma que la probabilidad de ganar uno de 1 en 1 000 000 000 de juegos, el evento anterior... garantiza una inferencia de diseño inteligente.
To understand Schlesinger's argument, consider your reaction to two different events. If John wins a 1-in-1,000,000,000 lottery game, you would not immediately be tempted to think that John (or someone acting on his behalf) cheated. If, however, John won three consecutive 1-in-1,000 lotteries, you would immediately be tempted to think that John (or someone acting on his behalf) cheated. Schlesinger believes that the intuitive reaction to these two scenarios is epistemically justified. The structure of the latter event is such that it… justifies a belief that intelligent design is the cause… Despite the fact that the probability of winning three consecutive 1-in-1,000 games is exactly the same as the probability of winning one 1-in-1,000,000,000 game, the former event… warrants an inference of intelligent design.
«Design Arguments for the Existence of God» (2009), Kenneth Einar Himma

Himma considera que el argumento de Schlesinger está sujeto a las mismas vulnerabilidades que observó en otras versiones del argumento del diseño:

Si bien, sin duda, Schlesinger tiene razón al pensar que se nos justifica sospechar un diseño en el caso [de ganar] tres loterías consecutivas, es porque, y solo porque, conocemos dos hechos empíricos relacionados sobre tales eventos. Primero, ya sabemos que existen agentes inteligentes que tienen las motivaciones correctas y las habilidades causales para provocar tales eventos deliberadamente. Segundo, sabemos por experiencias pasadas con tales eventos que generalmente se explican por la agencia deliberada de uno o más de estos agentes. Sin al menos una de estas dos piezas de información, obviamente no tenemos justificación para ver el diseño en tales casos... [E]l problema para el argumento del ajuste fino es que nos faltan las dos piezas necesarias para justificar una inferencia de diseño. Primero, el punto central del argumento es establecer el hecho de que existe una agencia inteligente que tiene las habilidades y motivaciones causales correctas para llevar la existencia de un universo capaz de sostener la vida. Segundo, y más obviamente, no tenemos ninguna experiencia pasada con la génesis de los mundos y, por lo tanto, no estamos en condiciones de saber si la existencia de universos afinados suele explicarse por la agencia deliberada de alguna agencia inteligente. Debido a que carecemos de esta información básica esencial, no estamos justificados para inferir que existe una Deidad inteligente que creó deliberadamente un universo capaz de sustentar la vida.
While Schlesinger is undoubtedly correct in thinking that we are justified in suspecting design in the case [of winning] three consecutive lotteries, it is because—and only because—we know two related empirical facts about such events. First, we already know that there exist intelligent agents who have the right motivations and causal abilities to deliberately bring about such events. Second, we know from past experience with such events that they are usually explained by the deliberate agency of one or more of these agents. Without at least one of these two pieces of information, we are not obviously justified in seeing design in such cases… [T]he problem for the fine-tuning argument is that we lack both of the pieces that are needed to justify an inference of design. First, the very point of the argument is to establish the fact that there exists an intelligent agency that has the right causal abilities and motivations to bring the existence of a universe capable of sustaining life. Second, and more obviously, we do not have any past experience with the genesis of worlds and are hence not in a position to know whether the existence of fine-tuned universes are usually explained by the deliberate agency of some intelligent agency. Because we lack this essential background information, we are not justified in inferring that there exists an intelligent Deity who deliberately created a universe capable of sustaining life.
«Design Arguments for the Existence of God» (2009), Kenneth Einar Himma

#### Origen de la vida y ADN

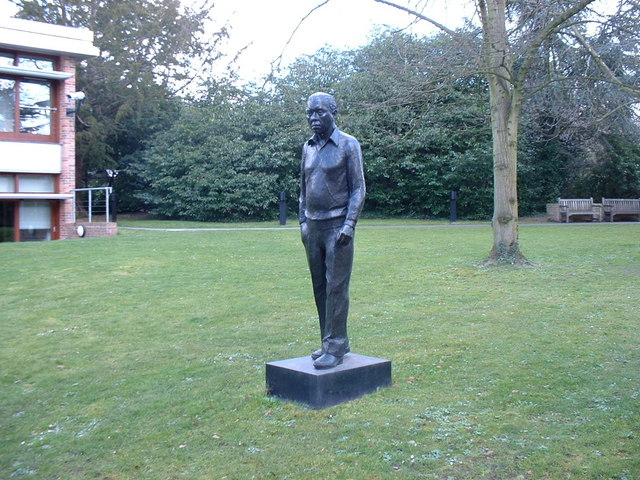
El astrónomo británico Fred Hoyle consideró la emergencia de la vida sin intervención inteligente tan improbable como un Boeing 747 fuera ensamblado por un tornado que atravesase un desguace.

Otro argumento expresado por Anthony Flew sostiene «la aparente imposibilidad de proporcionar una teoría naturalista del origen, desde el ADN, de las primeras especies reproductivas», luego «una deidad o una super-inteligencia es la única buena explicación para el origen de la vida y la complejidad de la naturaleza».
Flew propuso la opinión, sostenida anteriormente por el astrónomo británico Fred Hoyle (1915-2001), de que el universo es demasiado joven para que la vida se haya desarrollado exclusivamente por casualidad y que, por lo tanto, debe existir un ser inteligente que estuvo involucrado en el diseño de las condiciones requeridas para que la vida evolucionase. Hoyle estimó que la probabilidad de una combinación aleatoria de aminoácidos que produzca un conjunto viable de enzimas requerido incluso para la célula era de una en 10 40 000. Dado que el número de átomos en el universo conocido es infinitesimalmente diminuto en comparación (10 80), argumentó que la Tierra como lugar de origen de la vida podría descartarse. Hoyle sugirió que el potencial de vida en la Tierra no era más probable que el que un Boeing 747 fuera ensamblado por un tornado que atravesase un desguace. Aunque Hoyle se declaró ateo, esta sugerencia lo llevó a la conclusión de que "un superintelecto ha jugado con la física, así como con la química y la biología".

¿No se diría a sí mismo? «Un intelecto supercálculo debe haber diseñado las propiedades del átomo de carbono; de lo contrario, la posibilidad de que encuentre ese átomo a través de las fuerzas ciegas de la naturaleza sería absolutamente minúscula». Por supuesto que usted... Una interpretación de los hechos de sentido común sugiere que un superintelecto se ha mezclado con la física, así como con la química y la biología, y que no hay fuerzas ciegas que valgan la pena mencionar en la naturaleza. Los números que uno calcula a partir de los hechos me parecen tan abrumadores que ponen a esta conclusión casi fuera de duda.
Would you not say to yourself, "Some super-calculating intellect must have designed the properties of the carbon atom, otherwise the chance of my finding such an atom through the blind forces of nature would be utterly minuscule." Of course you would... A common sense interpretation of the facts suggests that a superintellect has monkeyed with physics, as well as with chemistry and biology, and that there are no blind forces worth speaking about in nature. The numbers one calculates from the facts seem to me so overwhelming as to put this conclusion almost beyond question.
«The Universe: Past and Present Reflections» (1981), Fred Hoyle

Debido a ello, Hoyle rechazó la abiogénesis en favor de la panspermia. El premio Nobel de medicina Francis Crick (1916-2004), descurbirdor del ADN, llegó incluso a conjeturar la "panspermia dirigida", donde seres extraterrestres "llegaron a la Tierra en una nave espacial y plantaron aquí las semillas de la vida hace miles de millones de años". Defensores del diseño inteligente a veces citan el trabajo de Hoyle en esta área para respaldar la afirmación de que el universo fue afinado para permitir que la vida inteligente fuera posible.
La anterior analogía Hoyle se conoce como "el tornado del depósito de chatarra" o "falacia de Hoyle". Richard Carrier (n. 1969) señala tres fallos del razonamiento de Hoyle: "(1) que la selección natural es equivalente a barajar aleatoriamente, (2) que las dos mil enzimas, todas las enzimas usadas en toda la biología, tenían que ser acertadas a la vez de un tirón gigante de la máquina tragamonedas cósmica, y (3) que la vida comenzó a requerir enzimas complejas trabajando en conjunto."

#### Ciencia de la creación y diseño inteligente
Una versión del argumento del diseño es fundamental tanto para la ciencia de la creación como para el diseño inteligente, pero, a diferencia de la apertura de Paley al diseño deísta a través de las leyes dadas por Dios, los proponentes buscan confirmación científica de repetidas intervenciones milagrosas en la historia de la vida, y argumentan que la ciencia teísta debe enseñarse en las aulas de ciencias.
La enseñanza de la evolución fue efectivamente excluida de los currículos de las escuelas públicas de los Estados Unidos por el resultado del Juicio de Scopes de 1925, pero en la década de 1960 la ley de Educación para la Defensa Nacional (National Defense Education Act) llevó al Estudio Curricular de Ciencias Biológicas (Biological Sciences Curriculum Study) a reintroducir la enseñanza de la evolución. En respuesta, hubo un resurgimiento del creacionismo, ahora presentado como «ciencia de la creación», basado en el literalismo bíblico pero con citas bíblicas opcionales. («Las referencias explícitas a la Biblia eran opcionales: el libro de 1974 Scientific Creationism, de Morris, se presentó en dos versiones, una con citas de la Biblia y otra sin ellas»).)
Una encuesta realizada en 1989 encontró que prácticamente toda la literatura que promueve la ciencia de la creación presentaba el argumento del diseño, con John D. Morris (n. 1946) diciendo que «cualquier cosa viva proporciona una prueba tan fuerte de diseño por parte de un diseñador inteligente que solo una ignorancia voluntaria de los datos (II Pedro 3:5) podría llevar a uno a asignar tal complejidad al azar». Dichas publicaciones introdujeron conceptos centrales para el diseño inteligente, incluida la complejidad irreducible (una variante de la analogía del relojero) y la complejidad especificada (que se parece mucho a un argumento de ajuste fino). El fallo de la Corte Suprema de Estados Unidos sobre Edwards v. Aguillard prohibió la enseñanza de la «Ciencia de la Creación» en las escuelas públicas porque rompía la separación de la iglesia y el estado, y un grupo de creacionistas renombró la Ciencia de la Creación como «diseño inteligente», que se presentó como una teoría científica más que como un argumento religioso.
Los científicos no estuvieron de acuerdo con la afirmación de que el diseño inteligente es científico, y su introducción en el plan de estudios de ciencias de un distrito escolar de Pensilvania condujo al juicio de 2005 del Caso Kitzmiller contra el Distrito Escolar de Dover, que determinó que los argumentos del «diseño inteligente» son esencialmente de naturaleza religiosa. y no ciencia. El tribunal tomó testimonio del teólogo estadounidense John F. Haught (n. 1942), y dictaminó que «el diseño inteligente no es un nuevo argumento científico, sino que es más bien un viejo argumento religioso de la existencia de Dios. Rastreó este argumento al menos hasta Tomás de Aquino en el siglo XIII, quien enmarcó el argumento como un silogismo: dondequiera que exista un diseño complejo, debe haber un diseñador; la naturaleza es compleja; por lo tanto, la naturaleza debe haber tenido un diseñador inteligente». «Este argumento a favor de la existencia de Dios fue avanzado a principios del siglo XIX por el reverendo Paley»: «La única diferencia aparente entre el argumento hecho por Paley y el argumento del diseño inteligente, tal como lo expresaron los testigos de la defensa Behe y Minnich, es que la 'posición oficial' del diseño inteligente no reconoce que el diseñador es Dios.»
Los defensores del movimiento de diseño inteligente, como Cornelius G. Hunter, han afirmado que el naturalismo metodológico en el que se basa la ciencia es de naturaleza religiosa. Comúnmente se refieren a él como «materialismo científico» o como «materialismo metodológico» y lo combinan con «naturalismo metafísico». Utilizan esta afirmación para respaldar su reivindicación de que la ciencia moderna es atea, y la contrastan con su enfoque preferido de una filosofía natural revivida que recibe explicaciones sobrenaturales de los fenómenos naturales y apoya la ciencia teísta. Esto ignora la distinción entre ciencia y religión, establecida en la antigua Grecia, en la que la ciencia no puede usar explicaciones sobrenaturales.
William A. Dembski (n. 1960),  proponente del diseño inteligente y matemático estadounidense, utilizó la teoría de la información para mostrar que la vida es el resultado del diseño inteligente. Dembski calculó que las estructuras con una probabilidad de 1 en 10 150 pueden surgir por casualidad en la escala del alcance cósmico y del tiempo observados. Según Dembski, los organismos vivos contienen lo que llama "complejidad especificada", una probabilidad de ocurrencia menor a 1 en 10 150 que "el mecanismo darwiniano es incapaz de producir".Críticos de Dembski dicen su argumento es tautológico y no demuestra si la complejidad especificada realmente existe.Richard Carrier a su vez argumentó que las moléculas autorreplicantes tienen probabilidad de ensamblaje inferior a 1 en 10 50.
Michael Behe (n. 1952), defensor del diseño inteligente y bioquímico estadounidense, propuso un desarrollo de la analogía del reloj de Paley en el que argumentaba a favor del diseño inteligente. A diferencia de Paley, Behe solo intenta probar la existencia de un diseñador inteligente, en lugar del Dios del teísmo clásico. Behe usa la analogía de una trampa para ratones para proponer una complejidad irreducible: argumenta que si una trampa para ratones pierde solo una de sus partes, ya no puede funcionar como una trampa para ratones. Argumenta que la complejidad irreducible en un objeto garantiza la presencia de un diseño inteligente. Behe afirma que hay casos de complejidad irreductible en el mundo natural y que se deben haber diseñado partes del mundo. Este argumento negativo en contra de la evolución paso a paso ignora la evidencia de larga tiempo de que la evolución procede a través de cambios de función, exaptación, de los sistemas anteriores. Los ejemplos específicos que Behe propone han demostrado tener homólogos más simples que podrían actuar como precursores con diferentes funciones. Sus ejemplos de sistemas irreducibles han sido refutados, tanto en general como en casos específicos por numerosos artículos científicos. En respuesta, Behe y otros, «irónicamente, dada la ausencia de cualquier detalle en su propia explicación, se quejan de que las explicaciones ofrecidas carecen de detalles suficientes para ser probadas empíricamente». ("ironically, given the absence of any detail in their own explanation, complain that the proffered explanations lack sufficient detail to be empirically tested.")

#### Eficacia irrazonable de las matemáticas
William Lane Craig ha propuesto un argumento realista influenciado por la filosofía de las matemáticas. Este argumento gira en torno al hecho de que, mediante el uso de conceptos matemáticos, se puede descubrir mucho sobre el mundo natural. Por ejemplo, Craig escribe, Peter Higgs, y cualquier científico similar «pueden sentarse en su escritorio y, vertiendo [sic] sobre ecuaciones matemáticas, predicen la existencia de una partícula fundamental que, treinta años más tarde, después de invertir millones de dólares y miles de horas, los experimentadores finalmente son capaces de detectar». Nombra a las matemáticas como el «lenguaje de la naturaleza» y refuta dos posibles explicaciones para esto. En primer lugar, sugiere, la idea de que son entidades abstractas plantea la cuestión de su aplicación. En segundo lugar, responde al problema de si son meramente ficciones útiles, sugiriendo que eso pregunta por qué estas ficciones son tan útiles. Resumió su argumento de la siguiente manera:

A. Si Dios no existiera, la aplicabilidad de las matemáticas sería solo una feliz coincidencia.
B. La aplicabilidad de las matemáticas no es solo una feliz coincidencia.
C. Por lo tanto, Dios existe.
A. If God did not exist, the applicability of mathematics would be just a happy coincidence.
B. The applicability of mathematics is not just a happy coincidence.
C. Therefore, God exists.
William Lane Craig

Cita al físico y matemático húngaro Eugene Wigner (1902-1995) como una influencia en su pensamiento.
La idea central detrás de este argumento teísta es que la naturaleza inteligible o inteligibilidad propia de la(s) realidad(es) matemática(s) (y su manifiesta relación con la realidad física) encuentra explicación y sentido en último término por referencia a algún Intelecto Eterno o Divino (o Logos) trascendental que pueda ser el fundamento eterno de tales realidades/verdades matemáticas eternas o atemporales.
Cabe destacar también que esta concepción del Logos como el intelecto trascendente que dé sentido y orden racional al mundo no es en absoluto nueva en la tradición filosófica teísta; filósofos antiguos como Filón de Alejandría y el mismo San Agustín (uno de los más importantes filósofos de la tradición del cristianismo y uno de los Padres de la Iglesia) creían ya en concepciones similares de Dios; conceptos heredados y pulidos en una buena parte de filósofos griegos como Heráclito de Éfeso.

#### Propuesta de «tercera vía»
El genetista estadounidense de la Universidad de Chicago, James A. Shapiro (n. 1943), en la Boston Review, afirma que los avances en genética y biología molecular, y «la creciente comprensión de que las células tienen redes de computación molecular que procesan información sobre operaciones internas y sobre el entorno externo para tomar decisiones controlando el crecimiento, movimiento y diferenciación», tienen implicaciones para el argumento teleológico. Shapiro afirma que estos sistemas de «ingeniería genética natural» pueden producir reorganizaciones radicales del «aparato genético dentro de una sola generación celular». Shapiro sugiere lo que él llama una «Tercera Vía»; un tipo de evolución no creacionista, no darwiniana:

¿Qué importancia tiene una interfaz emergente entre biología y ciencia de la información para pensar sobre la evolución? Abre la posibilidad de abordar científicamente en lugar de ideológicamente el tema central tan disputado por los fundamentalistas en ambos lados del debate creacionismo-darwinismo: hay alguna inteligencia orientadora que trabaje en el origen de las especies mostrando adaptaciones exquisitas...
What significance does an emerging interface between biology and information science hold for thinking about evolution? It opens up the possibility of addressing scientifically rather than ideologically the central issue so hotly contested by fundamentalists on both sides of the Creationist-Darwinist debate: Is there any guiding intelligence at work in the origin of species displaying exquisite adaptations...
«The Third Way» (1997), James A. Shapiro

En su libro Evolution: A View from the 21st Century (2011) [Evolución: una visión desde el siglo XXI], Shapiro se refiere a este concepto de «ingeniería genética natural», que según él, ha resultado ser problemático, porque muchos científicos creen que apoya el argumento del diseño inteligente. Sugiere que «las capacidades orientadas a la función [pueden] atribuirse a las células», aunque este es «el tipo de pensamiento teleológico que los científicos han aprendido a evitar a toda costa».

#### El Todo interactuante
El teólogo metafísico Norris Clarke compartió un argumento con sus colegas profesores en la Fordham University que fue popularizado por Peter Kreeft en sus Twenty Arguments for the Existence of God [Veinte argumentos para la existencia de Dios]. El argumento establece que los componentes se ordenan universalmente entre sí, y se definen por estas conexiones (por ejemplo, cada dos átomos de hidrógeno se ordenan para formar un compuesto con un átomo de oxígeno). Por lo tanto, ninguna de las partes es autosuficiente, y no se puede explicar individualmente. Sin embargo, el todo tampoco puede explicarse porque está compuesto de entes separados y no es un todo. A partir de aquí, se pueden encontrar tres conclusiones: en primer lugar, como el sistema no puede explicarse de ninguna manera, requiere una causa eficiente; en segundo lugar, debe ser una mente inteligente porque la unidad trasciende cada parte y, por lo tanto, debe haber sido concebida como una idea, porque, por definición, solo una idea puede unir elementos sin destruir o fusionar su distinción. Una idea no puede existir sin un creador, por lo que debe haber una mente inteligente; y en tercer lugar, la mente creativa debe ser trascendente, porque si no lo fuera, dependería del sistema del espacio y el tiempo, a pesar de haberlo creado. Tal idea es absurda. Como conclusión, por tanto, el universo se basa en una mente creativa trascendente.

## Críticas

### Críticas clásicas

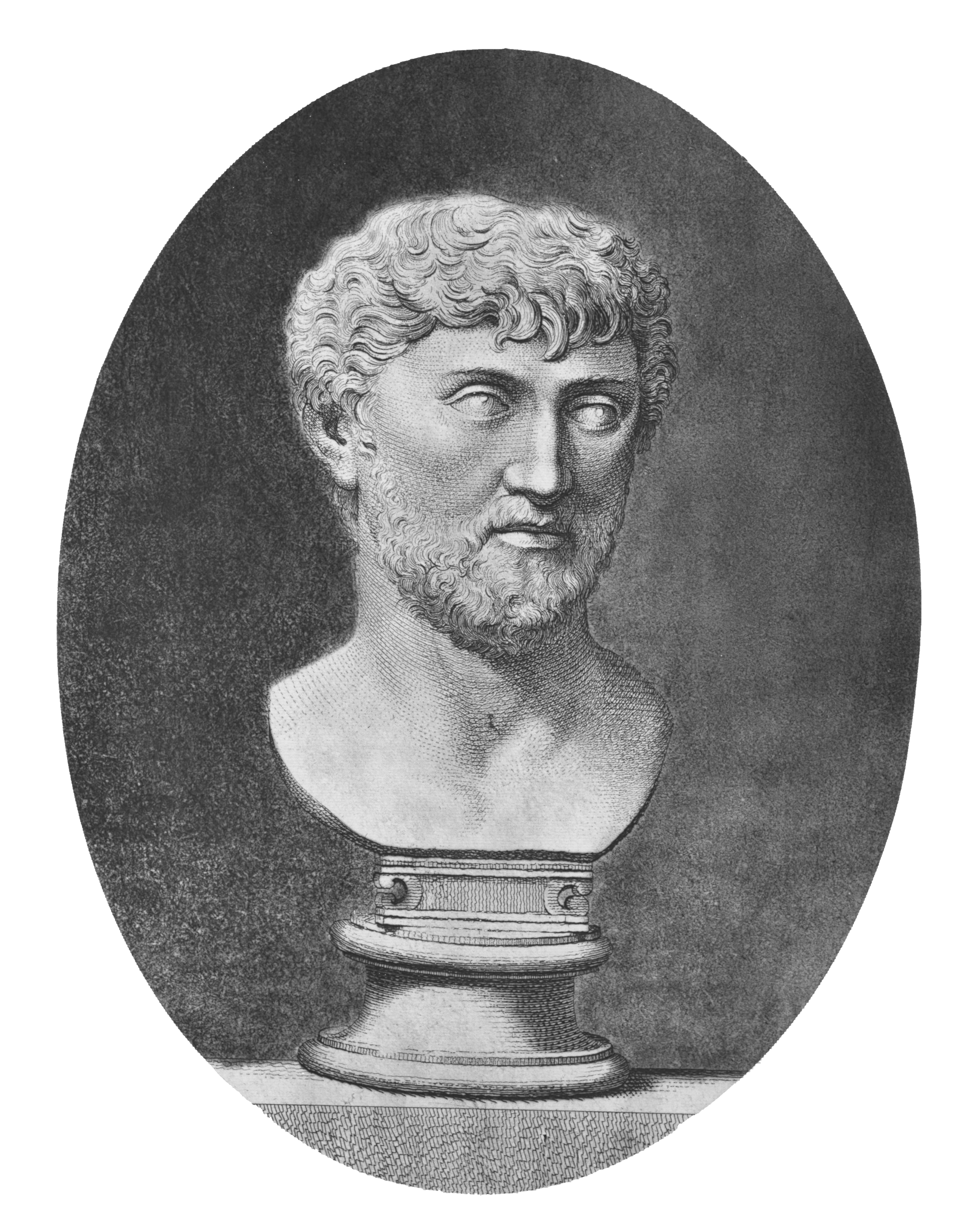
El poeta romano Lucrecio criticó la visión teleológica de la naturaleza y la divina providencia de los dioses debido al mal natural.

El desarrollo original del argumento a partir del diseño fue en reacción a entendimientos atomistas, explícitamente no teleológicos de la naturaleza. Sócrates, según lo informado por Platón y Jenofonte, estaba reaccionando a tales filósofos naturales como Anaxágoras. Aunque poco ha sobrevivido de los debates de las épocas helenística y romana, de fuentes como Cicerón y Lucrecio se desprende que el debate continuó durante generaciones y varias de las metáforas que aún se utilizan hoy en día, como la del relojero ciego y el teorema del mono infinito, tienen sus raíces en ese periodo. Mientras que los estoicos se convirtieron en los defensores más conocidos del argumento del diseño, los contra-argumentos atomísticos fueron refinados por los epicúreos. Por un lado, criticaron la supuesta evidencia del diseño inteligente y la lógica de los estoicos; y en el lado defensivo, se enfrentaron con el desafío de explicar cómo la posibilidad no dirigida puede causar algo que parece ser un orden racional. Gran parte de esa defensa giró en torno a argumentos como la metáfora del mono infinito. Demócrito ya había utilizado tales argumentos en la época de Sócrates, diciendo que habría planetas infinitos y que solo algunos tendrían un orden como el planeta que conocemos. Pero los epicúreos refinaron el argumento al proponer que el número real de tipos de átomos en la naturaleza es pequeño, no infinito, lo que hacía que fuese menos casual que después de un largo período de tiempo, se obtuvieran ciertos resultados ordenados. El filósofo griego Epicuro propuso que el mundo podría haber sido ajustado casualmente por los átomos desde el caos de forma natural. Estos átomos se combinan de vez en cuando en estructuras y el orden tiende a persistir porque confiere ventajas de supervivencia. Por lo tanto, si el universo es infinitamente viejo, el orden ocurrirá eventualmente. David Hume llamó a esta idea "la hipótesis epicúrea".
El poeta romano epicúreo Lucrecio advierte en De rerum natura [De la naturaleza de las cosas] que no se puede inferir la visión teleológica de los órganos del cuerpo mediante analogías artefactos humanos creados divinamente para su uso "pues no han sido formados nuestros miembros para servicio nuestro". Los artefactos sirven "para el mejor cumplimiento de las funciones que ya existían en la naturaleza". Por ejemplo, un vaso fue creado para facilitar la función de beber. Pero un órgano, como el ojo, no fue creado para su función, la visión, ya que no existía tal función antes que el órgano (véase Distinción entre artefactos y la naturaleza). Lucrecio también critica toda intervención divina en el mundo y los mitos de su creación para nuestra bienestar, ya que la naturaleza tiene una doble cara de poder creador y sostén de la vida; pero también realiza un papel funesto al respecto (formulando una especie de problema del mal o mal diseño contra la divina providencia).

«La naturaleza de ninguna forma ha sido hecha por la divinidad mirando por el bien de los hombres: tan dotada está de culpa... ¿Cómo si no es que las estaciones nos traen las distintas enfermedades? ¿Cómo es que la muerte anda rondando las cunas de los niños?»
De rerum natura (V.198-221), Lucrecio

Estas no fueron las únicas posiciones mantenidas en tiempos clásicos. Cicerón argumentó contra el postulado epicúreo en De finibus [Sobre los fines] sosteniendo que "es imposible que la mayoría de los átomos resulten en la belleza ordenada de la el mundo que conocemos". Algunas escuelas, como los neoplatónicos, que como Platón y Aristóteles, insistieron en que la Naturaleza sí tenía un orden racional, pero que estaban preocupados por cómo describir la forma en que tal orden racional era causado. Según Plotino, por ejemplo, la metáfora de Platón de un artesano debía verse solo como una metáfora, y Platón debía entenderse como de acuerdo con Aristóteles en que el orden racional en la naturaleza funciona a través de una forma de causalidad, a diferencia de la causalidad cotidiana. De hecho, de acuerdo con esa propuesta, cada cosa ya tiene su propia naturaleza, ajustándose a un orden racional, por lo que la cosa en sí misma está «necesitada y dirigida hacia lo que es superior o mejor».

### David Hume

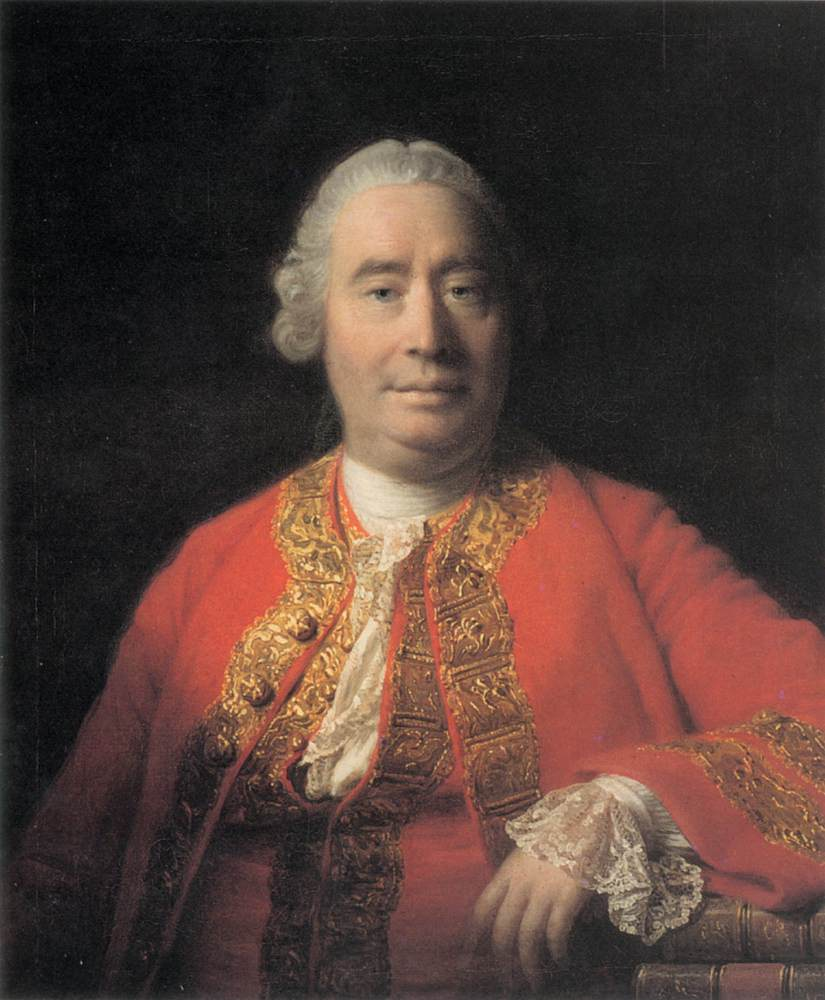
David Hume resumió sus críticas al argumento teleológico en sus Diálogos sobre la religión natural.

Louis Loeb escribe que David Hume, en su An Enquiry..., «insiste en que la inferencia inductiva no puede justificar la creencia en objetos extendidos». Loeb también cita a Hume como autor de:

Solo cuando se encuentra que dos especies de objetos se unen constantemente, podemos inferir la una de la otra... Si la experiencia, la observación y la analogía son, de hecho, las únicas guías que podemos seguir razonablemente en la inferencia de esta naturaleza. ; tanto el efecto como la causa deben tener una similitud y semejanza con otros efectos y causas... que, en muchos casos, hemos encontrado que se unen con otro... [Los defensores del argumento] siempre suponen que el universo, un efecto bastante singular e incomparable, para ser la prueba de una Deidad, una causa no menos singular e inigualable.
It is only when two species of objects are found to be constantly conjoined, that we can infer the one from the other... If experience and observation and analogy be, indeed, the only guides which we can reasonably follow in inference of this nature; both the effect and cause must bear a similarity and resemblance to other effects and causes... which we have found, in many instances, to be conjoined with another... [The proponents of the argument] always suppose the universe, an effect quite singular and unparalleled, to be the proof of a Deity, a cause no less singular and unparalleled.
Investigación sobre el entendimiento humano (1748), David Hume

Loeb señala que «no observamos ningún Dios ni otros universos, y por lo tanto no hay una conexión que los involucre. No hay una conexión observada para fundamentar una inferencia a objetos extendidos o a Dios, como causas no observadas».
Hume también presentó una crítica del argumento en sus Dialogues Concerning Natural Religion. El personaje Filo, un escéptico religioso, expresa las críticas de Hume al argumento. Aduce que el argumento del diseño se basa en una analogía defectuosa ya que, a diferencia de los objetos hechos por el hombre, no se ha presenciado el diseño de un universo, por lo que no se sabe si el universo fue el resultado del diseño. Además, el tamaño del universo hace que la analogía sea problemática: aunque nuestra experiencia del universo es de orden, puede haber caos en otras partes del universo. Filo argumenta:

Una parte muy pequeña de este gran sistema, durante un tiempo muy corto, se nos descubre de manera imperfecta; ¿Y desde aquí pronunciamos decisivamente el origen del todo?
A very small part of this great system, during a very short time, is very imperfectly discovered to us; and do we thence pronounce decisively concerning the origin of the whole?
Diálogos sobre la religión natural, 2, David Hume

Filo también propone que el orden en la naturaleza puede deberse solo a la naturaleza. Si la naturaleza contiene un principio de orden dentro de ella, se elimina la necesidad de un diseñador. Filo argumenta que incluso si el universo está realmente diseñado, no es razonable justificar la conclusión de que el diseñador debe ser un Dios omnipotente, omnisciente y benevolente: el Dios del teísmo clásico. Es imposible, argumenta, inferir la Naturaleza perfecta de un creador a partir de la naturaleza de su creación. Philo argumenta que el diseñador puede haber sido defectuoso o imperfecto, lo que sugiere que el universo pudo haber sido un primer intento de diseño deficiente. Hume también señaló que el argumento no necesariamente lleva a la existencia de un solo Dios: «por qué no se pueden combinar varias deidades para crear y enmarcar el mundo?» (“why may not several deities combine in contriving and framing the world?” p. 108).
Wesley C. Salmon (1925-2001), filósofo estadounidense, desarrolló las ideas de Hume, argumentando que todas las cosas en el universo que exhiben orden son, según nuestro conocimiento, creadas por seres o fuerzas materiales, imperfectos y finitos. También argumentó que no hay casos conocidos de un ser inmaterial, perfecto, infinito que esté creando algo. Usando el cálculo de probabilidad del teorema de Bayes, Salmon concluye que es muy improbable que el universo fuera creado por el tipo de ser inteligente que los teístas argumentan.
La también filósofa estadounidense Nancy Cartwright (n. 1944) acusa a Salmon de una petición de principio. Una de las pruebas que utiliza en su argumento probabilístico (que los átomos y las moléculas no son causados por el diseño) es equivalente a la conclusión que saca, de que el universo probablemente no esté causado por el diseño. Los átomos y las moléculas son de lo que está compuesto el universo y cuyos orígenes están en discusión. Por lo tanto, no pueden ser usados como evidencia contra la conclusión teísta.

### Immanuel Kant
Kant discutió el argumento teleológico al referirse a él en su Crítica de la razón pura (1781) como la prueba físico-teológica. A pesar de que se refirió a él como «el más antiguo, el más claro y el más apropiado para la razón humana», sin embargo lo rechazó, encabezando la sección VI con las palabras, «Sobre la imposibilidad de una prueba físico-teológica». Al aceptar algunas de las críticas de Hume, Kant sostuvo que el argumento «prueba a lo sumo inteligencia solo en la disposición de la 'materia' del universo, y por lo tanto, la existencia no de un 'Ser Supremo', sino de un 'Arquitecto'.» Usar el argumento para tratar de probar la existencia de Dios requiere «una apelación oculta al argumento ontológico». La misma posición reflejan otras obras anteriores suyas, como Historia general de la naturaleza y teoría del cielo (Allgemeine Naturgeschichte und Theorie des Himmels, 1755) o El único fundamento posible de una demostración de la existencia de Dios (Der einzig mögliche Beweisgrund zu einer Demonstration des Daseins Gottes, 1763).

### Otras críticas

#### No prueba la existencia de Dios

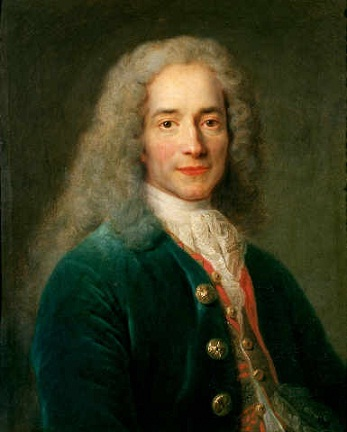
Voltaire argumentó que, en el mejor de los casos, el argumento teleológico solo podía indicar la existencia de una inteligencia poderosa, pero no necesariamente todopoderosa u omnisciente.

En su Traité de métaphysique (1736) Voltaire argumentó que, incluso si el argumento del diseño pudiera probar la existencia de un diseñador inteligente y poderoso, no probaría que este diseñador fuese Dios.

... a partir de este único argumento no puedo concluir nada más que el hecho de que es probable que un ser inteligente y superior haya preparado y modelado hábilmente el asunto. No puedo concluir, solo a partir de eso, que este ser ha hecho que la materia se importe de la nada y que es infinito en todos los sentidos.
... from this sole argument I cannot conclude anything further than that it is probable that an intelligent and superior being has skillfully prepared and fashioned the matter. I cannot conclude from that alone that this being has made matter out of nothing and that he is infinite in every sense.
Traité de métaphysique (1736), Voltaire

El filósofo y teólogo danés Søren Kierkegaard (1813-1855) cuestionó la existencia de Dios, rechazando todos los argumentos racionales a favor de la existencia de Dios (incluido el argumento teleológico) sobre la base de que la razón está inevitablemente acompañada de dudas. Propuso que el argumento del diseño no tiene en cuenta los eventos futuros que pueden servir para socavar la prueba de la existencia de Dios: el argumento nunca terminaría de probar la existencia de Dios. En las Migajas filosóficas [Philosophiske Smuler eller En Smule Philosophi, 1844], Kierkegaard escribe:

Las obras de Dios son tales que solo Dios puede realizarlas. Así es, pero ¿dónde están las obras de Dios? Las obras de las que deduciría su existencia no se dan directa e inmediatamente. La sabiduría en la naturaleza, la bondad, la sabiduría en el gobierno del mundo, ¿están todos estos manifiestos, tal vez, en la cara misma de las cosas? ¿No estamos aquí confrontados con las más terribles tentaciones de dudar, y no es imposible finalmente deshacernos de todas estas dudas? Pero de tal orden de cosas seguramente no intentaré probar la existencia de Dios; e incluso si empezara, nunca terminaría, y además tendría que vivir constantemente en suspenso, para que no pasara algo tan terrible que demoliera mi prueba.
The works of God are such that only God can perform them. Just so, but where then are the works of the God? The works from which I would deduce his existence are not directly and immediately given. The wisdom in nature, the goodness, the wisdom in the governance of the world – are all these manifest, perhaps, upon the very face of things? Are we not here confronted with the most terrible temptations to doubt, and is it not impossible finally to dispose of all these doubts? But from such an order of things I will surely not attempt to prove God's existence; and even if I began I would never finish, and would in addition have to live constantly in suspense, lest something so terrible should suddenly happen that my bit of proof would be demolished.
Migajas filosóficas (1844), Søren Kierkegaard

#### Argumento de la improbabilidad

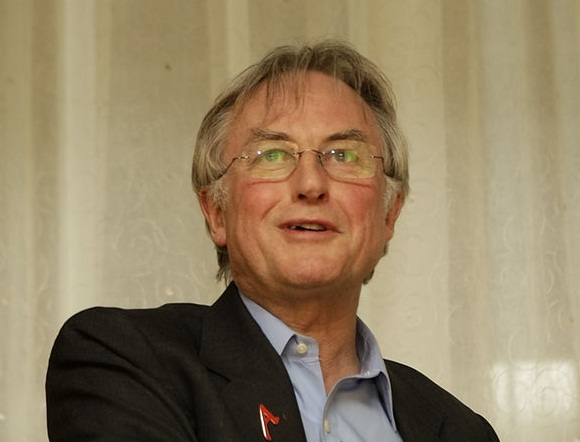
Richard Dawkins consideró la existencia de Dios como explicación de la improbabilidad de nuestro universo como extremadamente aun más improbable.

Richard Dawkins (n. 1941), biólogo evolutivo y divulgador científico británico, es muy crítico con el diseño inteligente en su libro El espejismo de Dios (The God Delusion, 2006). En él sostiene que apelar al diseño inteligente no puede proporcionar una explicación para la biología, ya que no solo plantea la cuestión del origen del diseñador, sino que también plantea preguntas adicionales: un diseñador inteligente debe ser mucho más complejo y difícil de explicar que cualquier cosa que sea capaz de diseñar. Cree que las posibilidades de que la vida surja en un planeta como la Tierra son muchos órdenes de magnitud menos probables de lo que la mayoría de la gente pensaría, pero el principio antrópico contrarresta el escepticismo con respecto a la improbabilidad. Por ejemplo, el astrónomo Fred Hoyle sugirió que el potencial de vida en la Tierra no era más probable que el que un Boeing 747 fuera ensamblado por un tornado que atravesase un desguace (ver: Falacia de Hoyle).
Dawkins sostiene que un evento único está sujeto a improbabilidad, pero una vez en marcha, la selección natural en sí misma no tiene nada que ver con el azar. Además, se refiere a su argumento contrario al argumento de la improbabilidad con el mismo nombre:

El argumento de la improbabilidad es el grande. En la forma tradicional del argumento del diseño, es fácilmente el argumento más popular de hoy ofrecido en favor de la existencia de Dios y es visto, por un número asombrosamente grande de teístas, como completo y absolutamente convincente. De hecho, es un argumento muy fuerte y, sospecho, sin respuesta, pero precisamente en la dirección opuesta a la intención del teísta. El argumento de la improbabilidad, desplegado adecuadamente, se acerca a probar que Dios «no» existe. Mi nombre para la demostración estadística de que Dios es casi seguro que no existe es el desafio del Último Boeing 747.

La apropiación indebida creacionista del argumento de improbabilidad siempre toma la misma forma general, y no hace ninguna diferencia ... [si se llama] 'diseño inteligente' (ID). Algunos fenómenos observados, a menudo una criatura viva o uno de sus órganos más complejos, pero podría ser cualquier cosa, desde una molécula hasta el universo mismo, se exalta como estadísticamente improbable. A veces se usa el lenguaje de la teoría de la información: el darwiniano es desafiado a explicar la fuente toda la información en materia viva, en el sentido técnico del contenido de la información como una medida de improbabilidad o "valor sorpresa"... Sin embargo, sí estadísticamente improbable es la entidad que busca explicar invocando a un diseñador, el diseñador mismo tiene que ser al menos tan improbable. Dios es el Último Boeing 747.

... Todo el argumento gira en torno a la pregunta familiar «¿Quién hizo a Dios?»... Un Dios diseñador no puede usarse para explicar la complejidad organizada porque cualquier Dios capaz de diseñar cualquier cosa tendría que ser lo suficientemente complejo como para exigir el mismo tipo de explicación. en su propio derecho. Dios presenta un retroceso infinito del cual no puede ayudarnos a escapar. Ese argumento... demuestra que Dios, aunque no es técnicamente desechable, es muy improbable.
The argument from improbability is the big one. In the traditional guise of the argument from design, it is easily today's most popular argument offered in favour of the existence of God and it is seen, by an amazingly large number of theists, as completely and utterly convincing. It is indeed a very strong and, I suspect, unanswerable argument—but in precisely the opposite direction from the theist's intention. The argument from improbability, properly deployed, comes close to proving that God does not exist. My name for the statistical demonstration that God almost certainly does not exist is the Ultimate Boeing 747 gambit.

The creationist misappropriation of the argument from improbability always takes the same general form, and it doesn't make any difference... [if called] 'intelligent design' (ID). Some observed phenomenon—often a living creature or one of its more complex organs, but it could be anything from a molecule up to the universe itself—is correctly extolled as statistically improbable. Sometimes the language of information theory is used: the Darwinian is challenged to explain the source all the information in living matter, in the technical sense of information content as a measure of improbability or 'surprise value'… However statistically improbable the entity you seek to explain by invoking a designer, the designer himself has got to be at least as improbable. God is the Ultimate Boeing 747.

... The whole argument turns on the familiar question 'Who made God?'... A designer God cannot be used to explain organized complexity because any God capable of designing anything would have to be complex enough to demand the same kind of explanation in his own right. God presents an infinite regress from which he cannot help us to escape. This argument… demonstrates that God, though not technically disprovable, is very very improbable indeed.
 El espejismo de Dios (2006), Richard Dawkins

Este argumento ha sido denominado como el «gambito de Dawkins» y también es considerado como su mejor argumento del «Nuevo Ateísmo». El filósofo estadounidense Edward Feser (n. 1968) ha acusado a Dawkins de malinterpretar el argumento teleológico, en particular la versión de Aquino.  Dawkins consideró que el argumento de la improbabilidad es «mucho más poderoso» que el argumento teleológico, o el argumento del diseño, aunque a veces implica que los términos se usan indistintamente. Parafrasea el argumento teleológico de santo Tomás como sigue: «Las cosas en el mundo, especialmente los seres vivos, parecen haber sido diseñadas. Nada de lo que sabemos se ve diseñado a menos que esté diseñado. Por lo tanto, debe haber un diseñador, y nosotros le llamamos Dios». A su vez Aquino afirmó que la complejidad es incompatible en Dios porque Dios no tiene una explicación externa a sí mismo: "todo compuesto tiene causa, pues donde hay diversidad no se puede formar un todo si no es por una causa que lo unifica. En cambio, Dios no tiene causa". William Lane Craig critica que Dawkins ignora la doctrina de la simplicidad divina, donde "Dios no está hecho de un conglomerado de piezas. Ciertamente no tiene partes físicas. Y en ese sentido es notablemente simple. Este es uno de los errores, creo, que comete Richard Dawkins en su libro El espejismo de Dios al pensar que Dios debe ser más complejo que el universo físico, cuando en realidad la idea de una entidad inmaterial que no está compuesta de piezas o partes físicas es una entidad notablemente simple".
Gregory Ganssle (n. 1956) sugiere otra forma de entender la afirmación de Dawkins: "ciertamente no quiere decir que Dios sea una cosa física compleja hecha de diferentes partes. Debe querer decir que la vida de Dios requiere una estructura mental compleja, aunque no física". Dawkins cita el rechazo del teólogo anglicano Keith Ward (n. 1938) a la doctrina tomista de que Dios es simple. Podría ser "indivisible" pero también "internamente complejo". Erik Wielenberg (n. 1972) reformula el argumento de Dawkins al proponer que la hipótesis de Dios en lugar de ser "improbable" es "innecesaria" y critica que la simplicidad divina es una tesis muy incomprensible y "cuanto más misterioso es Dios, menos constituye una explicación inteligible de nada". Anteriormente, John Leslie Mackie (1917 – 1981) ya objetó que el argumento del diseño depende de un supuesto "principio a priori de doble filo" donde el orden en una mente (al menos en un dios) se explica por sí misma, pero el orden en el mundo material "no sólo no se explica por sí mismo, sino que es positivamente improbable".

#### Distinción entre artefactos y la naturaleza
La afirmación de diseño puede ser impugnada como un argumento de analogía. Los partidarios del diseño sugieren que los objetos naturales y los objetos hechos por el hombre tienen muchas propiedades similares, y que dado que los objetos hechos por el hombre tienen un diseñador, es probable que los objetos naturales también deban ser diseñados. Sin embargo, los proponentes deben demostrar que se han tenido en cuenta todas las pruebas disponibles.
Paul Henri Thiry d'Holbach (1723 – 1789) citó las observaciones de John Needham sobre la generación espontánea de animales en el trigo en su obra Sistema de la naturaleza diciendo que "producir un hombre... no sería más maravilloso que un insecto de harina y agua". Aunque la generación espontánea se demostró como falsa, el argumento muestra que si la vida fuese un producto de la naturaleza, no se requeriría de un diseñador. La mayoría de los biólogos profesionales apoyan la síntesis evolutiva moderna, neodarwinismo, no solo como una explicación alternativa de la complejidad de la vida, sino una mejor explicación con más evidencia de apoyo. Los organismos vivos obedecen las mismas leyes físicas que los objetos inanimados. Durante largos periodos de tiempo surgieron estructuras autorreplicantes y posteriormente se formó el ADN. También se han presentado modelos del surgimiento u origen natural de la vida a partir de la materia inerte, como simples compuestos orgánicos (ver Abiogénesis).
El poeta Percy Bysshe Shelley (1792 – 1822) fue un defensor del ateísmo a principios del siglo XIX. En su obra A Refutation of Deism: In a Dialogue, Shelley arguyó contra el argumento del diseño y la analogía del relojero, anticipando a las críticas darwinianas, declarando que la complejidad puede ser producto de la naturaleza sin requerir de un diseñador:

El diseño debe probarse antes de que un diseñador pueda inferirse. El asunto en controversia es la existencia del diseño en el Universo, y no está permitido asumir las premisas disputadas y de allí inferir el asunto en disputa [...]

¿Por qué admitimos el diseño en cualquier máquina de artificio humano? Simplemente porque en nuestra mente están presentes innumerables ejemplos de máquinas que han sido inventadas por el arte humano, porque estamos familiarizados con personas que podrían construir tales máquinas; pero si, al no tener conocimiento previo de ninguna invención artificial, hubiéramos encontrado accidentalmente una vigilancia sobre el terreno, deberíamos haber estado justificados al concluir que era algo de la Naturaleza, y que cualquier intento de rendir cuentas por el El origen de su existencia sería igualmente presuntuoso e insatisfactorio [...]

Es manifiesto que si el ojo no podía ver, ni el estómago se digiere, el marco humano no podría conservar su modo de existencia actual. Sin embargo, es igualmente cierto que los elementos de su composición, si no existieran en una forma, deben existir en otra.
Design must be proved before a designer can be inferred. The matter in controversy is the existence of design in the Universe, and it is not permitted to assume the contested premises and thence infer the matter in dispute. [...]

Why do we admit design in any machine of human contrivance? Simply because innumerable instances of machines having been contrived by human art are present to our mind, because we are acquainted with persons who could construct such machines; but if, having no previous knowledge of any artificial contrivance, we had accidentally found a watch upon the ground, we should have been justified in concluding that it was a thing of Nature, [...] and that any attempt to account for the origin of its existence would be equally presumptuous and unsatisfactory [...]

It is manifest that if the eye could not see, nor the stomach digest, the human frame could not preserve its present mode of existence. It is equally certain, however, that the elements of its composition, if they did not exist in one form, must exist in another.
A Refutation of Deism (1813), Percy Shelley

El argumento teleológico asume que se puede inferir la existencia del diseño inteligente meramente mediante el examen, y como la vida recuerda a algo que un ser humano podría diseñar, también debe haber sido diseñado. Sin embargo, considerando estructuras complejas como «copos de nieve y cristales de ciertas sales», en ningún caso «encontramos inteligencia». Entonces «hay otras formas en que el orden y el diseño pueden surgir», por ejemplo, mediante «fuerzas puramente físicas». Graham Oppy (n. 1960) critica que la analogía del relojero presupone que "este tipo de consideraciones por sí solas son suficientes para respaldar una inferencia sobre el diseño inteligente".

Las razones convincentes que tenemos para suponer que el reloj es el producto de un diseño inteligente simplemente no se trasladan a las razones para suponer que el mundo natural es el producto de un diseño inteligente. El conocimiento previo que tenemos sobre la producción de materiales y componentes manufacturados no tiene paralelo con ningún conocimiento comparable sobre la producción de materiales y componentes biológicos. Y la sugerencia de que las consideraciones relativas a la 'función' y la 'idoneidad de los materiales para funcionar' son suficientes para respaldar la 'inferencia' es claramente una petición de principio.
The compelling reasons that we have for supposing that the watch is the product of intelligent design simply do not carry over to reasons for supposing that the natural world is the product of intelligent design. The background knowledge that we have about the production of manufactured materials and components is not paralleled by any comparable knowledge about the production of biological materials and components. And the suggestion that considerations concerning ‘function’ and ‘suitability of materials to function’ are sufficient to underwrite the ‘inference’ is clearly question-begging.
Arguing about Gods (2006), Graham Oppy

George H. Smith (1949 – 2022), libertario estadounidense nacido en Japón, en su libro Atheism: The Case Against God, señala que el argumento del diseño rompería por completo la distinción entre un objeto natural y un objeto artificial producto de un diseñador porque toda la naturaleza ha sido diseñada, lo que considera una falla en él:

Consideremos ahora la idea de que la naturaleza misma es producto del diseño. ¿Cómo se puede demostrar esto? La naturaleza... proporciona la base de comparación mediante la cual distinguimos entre objetos diseñados y objetos naturales. Podemos inferir la presencia del diseño solo en la medida en que las características de un objeto difieran de las características naturales. Por lo tanto, afirmar que la naturaleza en su totalidad fue diseñada es destruir la base por la cual diferenciamos entre artefactos y objetos naturales.
Now consider the idea that nature itself is the product of design. How could this be demonstrated? Nature… provides the basis of comparison by which we distinguish between designed objects and natural objects. We are able to infer the presence of design only to the extent that the characteristics of an object differ from natural characteristics. Therefore, to claim that nature as a whole was designed is to destroy the basis by which we differentiate between artifacts and natural objects.
Atheism: The Case Against God (2003), George H. Smith

Eric Charles Rust (1910-1991) sostuvo que, al hablar de objetos familiares como los relojes, «tenemos una base para hacer una inferencia de tal objeto a su diseñador». Sin embargo, el «universo es un caso único y aislado» y no se tiene nada con qué compararlo, por lo que «no tenemos ninguna base para hacer una inferencia como podemos hacer con objetos individuales... No tenemos ninguna base para aplicar a todo el universo lo que puede ser para elementos constituyentes en el universo.»
Daniel J. Nicholson también criticó la "concepción mecánica del organismo", siendo "la diferencia más significativa entre organismos y máquinas es que los primeros tienen un propósito intrínseco mientras que las segundas tienen un propósito extrínseco".

#### ¿Está el universo ajustado finamente para la vida?
El matemático Klaas Landsman criticó que el argumento argumento del ajuste fino supone que las “constantes” físicas son igualmente variables, pero "la ciencia no está lo suficientemente avanzado como para decidir entre el azar y la necesidad en relación con las leyes de la naturaleza y el comienzo del Universo". Aun si lo fueran "no está del todo claro hasta qué punto pueden variar", por lo que cualquier cálculo probabilístico sería imposible.
El físico de partículas Victor J. Stenger (1935 - 2014) señaló en The Fallacy of Fine-Tuning que el ajuste fino solo puede obtener su "rango estrecho" variando una sola constante y manteniendo todas las demás fijas, pero cuando si se permite que todas las constantes varíen libremente, el número de configuraciones que permiten los requisitos básicos para la vida compleja termina siendo más alto. Por ejemplo, un universo sin la fuerza nuclear débil (Ver: Weakless universe). Stenger respalda estos puntos con su propia investigación y su programa web MonkeyGod que permite evocar "universos de juguete" con diferentes físicas subyacentes.

Todas las afirmaciones sobre el ajuste fino de las fuerzas de la naturaleza se han referido a los valores de las fuerzas en nuestro universo actual. Se supone que son constantes, pero, según la teoría establecida (incluso sin supersimetría), varían con la energía.
All the claims of the fine-tuning of the forces of nature have referred to the values of the force strengths in our current universe. They are assumed to be constants, but, according to established theory (even without supersymmetry), they vary with energy.
The Fallacy of Fine-Tuning (2011), Victor J. Stenger

Timothy McGrew, Lydia McGrew y Eric Vestrup criticaron que dada las infinitas variables que las constantes universales los argumentos del ajuste fino "los intervalos estrechos no producen ninguna probabilidad porque la función de medida resultante no es normalizable". Otra crítica se centra en que los intentos de calcular la probabilidad de las condiciones iniciales del universo son inútiles porque la ausencia de suficiente información previa. John Mackie objeta que "del hecho de que las regularidades fundamentales sean necesariamente inexplicables, desde un enfoque naturalista, no se sigue que, desde ese enfoque, sean una cuestión altamente improbable a priori".

Aunque alguna pequeña variación de los materiales y constantes iniciales reales eliminaría, tal vez, la posibilidad de que la vida se haya desarrollado como lo hizo, en realidad no tenemos idea de qué otras posibilidades interesantes podrían haber estado latentes dentro de la interminable gama de posibles condiciones iniciales.
Though some small variation from the actual initial materials and constants would, perhaps, eliminate the possibility of life’s having developed as it did, we really have no idea of what other interesting possibilities might have been latent within others of the endless range of possible initial conditions.
The Miracle of Theism (1982), John Leslie Mackie

El cosmólogo Sean M. Carroll (n. 1966) en un debate William Lane Craig criticó que el ajuste fino asume que solo pueden formarse vida es las condiciones que conocemos (basada en el carbono) y omiten otras formas de vida posibles (como las formadas por silicio, boro, arsénico, azufre, etc).

Ciertamente es cierto que si cambias los parámetros de la naturaleza, nuestras condiciones locales que observamos a nuestro alrededor cambiarían mucho. Lo concedo rápidamente. No concedo por lo tanto la vida no podría existir. Comenzaré a conceder eso una vez que alguien me diga las condiciones bajo las cuales puede existir la vida. ¿Cuál es la definición de vida, por ejemplo? Si se trata solo de procesamiento de información, pensamiento o algo así, hay una gran cantidad de posibilidades. Suenan muy "ciencia ficción" pero, de nuevo, eres tú quien está cambiando los parámetros del universo. Los resultados van a sonar como si vinieran de una novela de ciencia ficción. Lamentablemente, simplemente no sabemos si la vida podría existir si las condiciones de nuestro universo fueran muy diferentes porque solo vemos el universo que vemos.

Mark Colyvan, Jay L. Garfield (n. 1955) y Graham Priest (n. 1948) utilizaron esta reducción al absurdo para criticar del enfoque antropocéntrico del ajuste fino:

Por ejemplo, esto último presupone que lo importante es la vida basada en el carbono. Pero, ¿por qué no la aparición de la televisión o el programa de concursos Wheel of Fortune? Presumiblemente, el rango de constantes requeridas para la inmersión de la Wheel of Fortune sería al menos tan pequeño como el intervalo que permite la vida basada en el carbono. Por lo tanto, parece estar a la vista un argumento para un programa de juegos que ama a Dios.
For example, the latter presupposes that it’s carbon-based life that’s important. But why not the emergence of television or the game show Wheel of Fortune? Presumably, the range of constants required for the immergence of Wheel of Fortune would be at least as small as the interval permitting carbon-based life. Thus, an argument for a game-show loving God seems to be in the offing.

Neil Sinhababu sugirió que si las leyes psicofísicas fueran más favorables con la creación de mentes "los propios protones y electrones podrían tener mentes como las nuestras", entonces "si los defensores del argumento del ajuste fino van a afirmar que Dios tiene una mente sin siquiera tener un cuerpo físico, la puerta está abierta de par en par para el romance protón-electrón". Además, si un Dios inmaterial y todopoderoso pudiera crear mentes no se limitaría a la física y la química para construir universos.

El filósofo Arthur Schopenhauer (1788 - 1860) en El mundo como voluntad y representación criticó de forma paródica la cosmovisión optimista de filósofos como Leibniz según la cual este es el mejor de los mundos posibles al concluir con un razonamiento corolario al afirmar que vivimos en el peor de los mundos posibles. Schopenhauer pese a ser ateo usa un argumento de ajuste fino para demostrar su tesis, pues si el mundo estuviera organizado de una manera un poco peor, la vida ni siquiera podría existir; luego "el mundo es tan malo como puede ser posible, si existe en absoluto". La gran cantidad del mal en el mundo le sirvió a Schopenhauer como evidencia de mal diseño. "[M]i conclusión fue que este mundo no podía ser el obra de un Ser que todo lo ama, sino más bien la de un demonio, que había traído a la existencia a las criaturas para deleitarse con su sufrimiento" (Problema del mal).

#### Multiverso como respuesta
Victor J. Stenger sostuvo que estos argumentos «son versiones modernas del razonamiento de Dios de los vacíos, donde se considera necesario un Dios siempre que la ciencia no haya explicado por completo algún fenómeno» y afirma que un multiverso junto con el principio antrópico «el ajuste fino es sencillo» de explicar.

[L]a solución obvia al problema del ajuste fino que la mayoría de los físicos y cosmólogos consideran la más plausible: nuestro universo es solo uno de un número ilimitado de universos individuales e increados llamados colectivamente el multiverso que se extienden por una distancia ilimitada en todas las direcciones y por un tiempo ilimitado en el pasado y el futuro. Simplemente vivimos en el universo particular que es adecuado para nuestro tipo de vida. Nuestro universo no está afinado para nosotros; estamos afinados con nuestro universo.
[T]he no-brainer solution to the fine-tuning problem that is regarded as the most plausible by most physicists and cosmologists: Our universe is just one of an unlimited number of individual, uncreated universes collectively called the multiverse that extend for an unlimited distance in all directions and for an unlimited time in the past and future. We just happen to live in the particular universe that is suited for our kind of life. Our universe is not fine-tuned for us; we are fine-tuned to our universe.
Fine-Tuning and the Multiverse, (2015) Victor J. Stenger

Alvin Plantinga (n. 1932) comparó un universo ajustado finamente para la vida con una muy improbable partida de póquer (ej. un jugador que gana varias partidas seguidas con la mejor mano posible). Con esta analogía, Plantinga concluye que es más probable que alguien haya hecho trampas antes de que haya una sucesión infinita de universos, de modo que alguien siempre gane limpiamente.
William Lane Craig criticó que "no hay evidencia directa de su existencia” y que "no es incompatible con el teísmo", el cual a su vez puede que requiera de un ajuste fino. También criticó que "es necesario explicar algún mecanismo plausible para generar los muchos mundos" si el multiverso existiera. Por otro lado, para Craig "reconocer que el diseño inteligente es la mejor explicación de la apariencia del diseño en el universo, uno no necesita ser capaz de explicar al Diseñador". James Fodor critica a Craig de comete un alegato especial.
Philip Goff critica que la hipótesis de un multiverso comete lo que Ian Hacking (1936 - 2023) denominó, centrándose en la teoría del universo oscilante, la falacia inversa del jugador (donde se concluye que es probable que un proceso aleatorio haya ocurrido muchas veces antes si surge un resultado improbable) al sostener que "debe haber muchos otros universos antes de este, ya que es poco probable que los números correctos hubieran aparecido si solo hubiera habido uno". Por otro lado, John A. Leslie (n. 1940) señala que el ajuste fino actúa como un efecto de selección (nuestro universo debe albergar vida, lo que significa ex hypothesi que debemos ver un ajuste fino) por lo que no se comete dicha falacia.
El cálculo probabilístico de universos aptos para la vida dentro de infinitos universos también es problemático (véase Problema de la medida).

#### Hipótesis fallida
Victor J. Stenger argumenta en God: The Failed Hypothesis que Dios como explicación científica para el ajuste fino del universo es una hipótesis fallida porque "el universo y la vida se ven exactamente como se espera que se vean si no hay Dios" e incluso se llega a dos predicciones contradictorias. En la primera "el universo es tan compatible con la vida que el universo debe haber sido creado" y entonces "deberíamos esperar que la vida evolucione por procesos naturales"; y en la segunda ("que se escucha de los creacionistas y los antievolucionistas") que "el universo es tan desagradable para la vida que la vida debe haber sido creada" y entonces "es demasiado improbable que la vida haya evolucionado de forma natural".
Teodoro M. Drange (n. 1934) critica que la hipótesis teísta «no proporciona ninguna información sobre cómo se supone que Dios creó algo o cómo se supone que “ajustó” las constantes físicas del universo». Además, surgen cuestiones como «¿Si Dios tuvo interés en crear un universo con sistemas orgánicos conscientes, por qué, entonces, tardó tanto en realizarlos? ¿Por qué se limitó al planeta Tierra? ¿Y por qué, entonces, no estableció la evolución de una manera que causara menos sufrimiento a los organismos involucrados en ella?»
Estas crítica del argumento fue sostenida dentro del «Nuevo ateísmo». Richard Dawkins consideró "una combinación del principio antrópico y el principio de selección natural de Darwin" como una mejor para nuestra existencia (véase Selección natural cosmológica). Richard Carrier (n. 1969) defendió que el naturalismo predice mejor el comportamiento y descripción del universo que la hipótesis de un Dios omnipotente y omnibenevolente del cristianismo.

Incluso la propuesta cristiana de que Dios diseñó el universo, de hecho "finamente ajustado" para que sea el mecanismo perfecto para producir vida, falla en predecir el universo que vemos. Un universo perfectamente diseñado para la vida lo produciría y sostendría fácil, rápida y abundantemente. La mayor parte del contenido de ese universo sería propicio para la vida o beneficiaría a la vida. Sin embargo, eso no es lo que vemos. En cambio, casi todo el universo es letal para la vida; de hecho, si colocamos todo el vacío letal del espacio exterior inundado de radiación letal en un área del tamaño de una casa, nunca encontrará la mancha de área comparativamente microscópica que sostiene la vida. ¿Llegaría a la conclusión de que la casa fue construida para servir y beneficiar a esa mota subatómica? Difícilmente. Sin embargo, esa es la casa en la que vivimos. La teoría cristiana falla completamente en predecir esto mientras que el ateísmo predice exactamente esto.
Even the Christian proposal that God designed the universe, indeed “finely tuned” it to be the perfect mechanism for producing life, fails to predict the universe we see. A universe perfectly designed for life would easily, readily, and abundantly produce and sustain it. Most of the contents of that universe would be conducive to life or benefit life. Yet that is not what we see. Instead, almost the entire universe is lethal to life—in fact, if we put all the lethal vacuum of outer space swamped with deadly radiation into an area the size of a house, you would never find the comparably microscopic speck of area that sustains life. Would you conclude that the house was built to serve and benefit that subatomic speck? Hardly. Yet that is the house we live in. The Christian theory completely fails to predict this—while atheism predicts exactly this.
Why I Am Not a Christian (2006), Richard Carrier

Este tipo de argumentos se conocen como "argumentos de escala" donde "los seres humanos juegan un papel tan marginal, está fuera de lugar con lo que esperaríamos de un Dios que fue benévolo con los humanos".

#### La vida se adapta al mundo

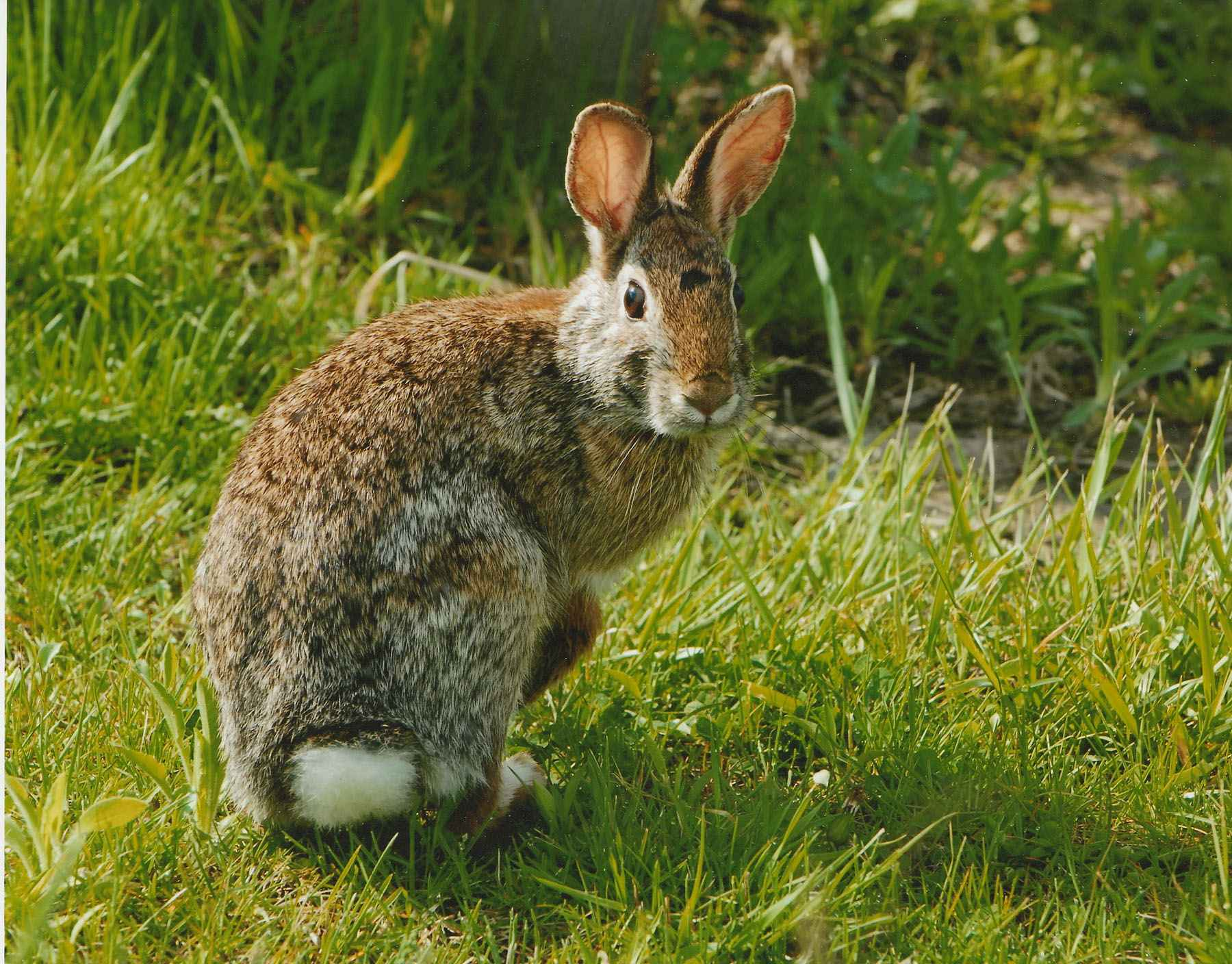
Según Bertrand Russell, se podría ver el propósito de una cola blanca de un conejo para que los humanos los disparen.

El filósofo Bertrand Russell (1872-1970) en su libro Por qué no soy cristiano , criticó el argumento del diseño para la existencia de Dios y lo rechaza como otra razón supuesta para permanecer como un cristiano. El argumento del diseño es una variante del argumento de la ley natural. Afirma que todo en el mundo está hecho solo para que podamos lograr vivir en el mundo. Russell argumenta, sobre la base del trabajo de Darwin, que la razón por la cual las criaturas vivas están bien adaptadas a su entorno es porque se adaptaron a él sobre la base de la evolución biológica y selección natural, no al revés. Entonces, no hay evidencia de diseño al respecto.

Todos conocen el argumento del plan: todo en el mundo está hecho para que podamos vivir en él, y si el mundo variase un poco, no podríamos vivir. Ese es el argumento del plan. A veces toma una forma curiosa; por ejemplo se argüyó que los conejos tienen las colas blancas con el fin de que se pueda disparar más fácilmente contra ellos. Es fácil parodiar este argumento. Todos conocemos la observación de Voltaire de que la nariz estaba destinada a sostener las gafas. Esa clase de parodia no ha resultado tan desatinada como parecía en el siglo XVIII, porque, desde Darwin, entendemos mucho mejor por qué las criaturas vivas se adaptan al medio.
Por qué no soy cristiano (1979), Bertrand Russell

El escritor Douglas Adams (1952-2001) lo expresa con una analogía de un charco que se encuentra tan a gusto en su agujero que cree que fue diseñado especialmente para él en lugar de pensar que el charco se adaptó al agujero:

Esto es más bien como si te imaginas un charco que se despierta una mañana y piensa:
"Este es un mundo interesante en el que me encuentro, un agujero interesante en el que me encuentro, me encaja bastante bien, ¿no es así? De hecho, me queda asombrosamente bien, ¡debe haber sido hecho para tenerme a mi en él!"
Esta es una idea tan poderosa que a medida que el sol sale en el cielo y el aire se calienta y, gradualmente, el charco se hace cada vez más pequeño, frenéticamente aferrado a la idea de que todo va a estar bien, porque este mundo estaba destinado a tenerlo en él, fue construido para tenerlo en él; Así que en el momento en que desaparece lo atrapa por sorpresa. Creo que esto puede ser algo de lo que tenemos que estar atentos.
La analogía del charco, Douglas Adams

#### Percepción de teleología en la biología
El filósofo de la biología inglés Michael Ruse (n. 1940) ha argumentado que Darwin trató la estructura de los organismos como si tuvieran un propósito: «la imagen de organismo como si fuera diseñado por Dios fue absolutamente central para el pensamiento de Darwin en 1862, ya que siempre lo había sido». Se refiere a esto como «la metáfora del diseño... Los organismos parecen estar diseñados y, gracias al descubrimiento de la selección natural por parte de Charles Darwin, sabemos por qué esto es cierto». En su reseña del libro de Ruse, R.J. Richards señala: «Los biólogos se refieren habitualmente al diseño de los organismos y sus rasgos, pero hablando de manera adecuada, es un diseño aparente al que se refieren, un diseño 'como si'». Robert Foley (n. 1953), antropólogo y arqueólogo británico, se refiere a esto como «la ilusión de un propósito, diseño y progreso». Añade que «no hay un propósito de manera fundamentalmente causativa en la evolución, sino que los procesos de selección y adaptación dan la ilusión de un propósito a través de la funcionalidad completa y la naturaleza diseñada del mundo biológico». Deborah Kelemen ha sugerido que la gente posee un sesgo de "atribuir una función y una causa final a hechos y eventos naturales no intencionales" al que llamó «teleología promiscua». Estudios sobre las preferencias de los niños han mostrado que los niños abrazan explicaciones creacionistas y son resistentes a los explicaciones físicas. "Dado esta teleología promiscua, las explicaciones creacionistas y de diseño inteligente para los orígenes naturales son fácilmente adoptadas y transmitidas".
Richard Dawkins sugiere que si bien la biología puede al principio parecer tener un propósito y un orden, si se examina más de cerca, su verdadera función se vuelve cuestionable. Dawkins rechaza la afirmación de que la biología sirve para cualquier función diseñada, afirmando que la biología solo imita tal propósito. En su libro The Blind Watchmaker (1986) Dawkins afirma que los animales son las cosas más complejas del universo conocido: «La biología es el estudio de las cosas complicadas que parecen haber sido diseñadas para un propósito». Argumenta que la selección natural debería ser suficiente como explicación de la complejidad biológica sin tener que recurrir a la procedencia divina.
Sin embargo, las explicaciones en términos de causas finales siguen siendo comunes en la biología evolutiva. Stephen Jay Gould y Richard Lewontin que consideraron que la biología moderna está plagada de teleología de ella y que "hace un gran daño al pensamiento científico". Francisco J. Ayala ha afirmado que la teleología es indispensable para la biología ya que el concepto de adaptación es inherentemente teleológico. En una apreciación de Charles Darwin publicado en Nature en 1874, Asa Gray señaló que "el gran servicio de Darwin a las Ciencias Naturales" radica en traer de vuelta la Teleología "para que, en lugar de Morfología versus Teleología, tengamos Morfología unida a la Teleología". Darwin respondió rápidamente: "Lo que dices sobre Teleología me agrada especialmente y no creo que nadie más haya notado el punto". Francis Darwin y T. H. Huxley reiteran este sentimiento. Este último escribió que "el servicio más notable a la filosofía de la biología prestado por el Sr. Darwin es la reconciliación de la teleología y la morfología, y la explicación de los hechos de ambos, que ofrece su punto de vista". James G. Lennox afirma que Darwin usa el término 'causa final' de manera constante en El origen de las especies.
Contrariamente a la posición descrita por Francisco J. Ayala, Ernst Mayr afirma que "la adaptación [...] es un resultado a posteriori en lugar de una búsqueda de objetivos a priori ". Varios comentaristas ven las frases teleológicas utilizadas en la biología evolutiva moderna como un tipo de taquigrafía. Por ejemplo, S.H.P. Madrell escribe que "la forma adecuada pero engorrosa de describir el cambio mediante la adaptación evolutiva [puede] ser sustituida por declaraciones abiertamente teleológicas más breves" en aras de ahorrar espacio, pero que esto "no debe suponerse que implica que la evolución continúa por cualquier otra cosa que no sea de mutaciones que surgen por casualidad, con aquellas que imparten una ventaja retenida por la selección natural". Sin embargo, Lennox afirma que en la evolución tal como la concibió Darwin, es cierto que la evolución es el resultado de mutaciones que surgen por casualidad y que la evolución es de naturaleza teleológica.
Las declaraciones de que una especie hace algo "para" lograr la supervivencia son teleológicas. La validez o invalidez de tales declaraciones depende de la especie y la intención del escritor en cuanto al significado de la frase "con el fin de". A veces es posible o útil reescribir tales oraciones para evitar la teleología. Algunos cursos de biología han incorporado ejercicios que requieren que los estudiantes reformulen dichas oraciones para que no lean teleológicamente. Sin embargo, los biólogos todavía escriben con frecuencia de una manera que puede interpretarse como una teleología, incluso si esa no es la intención.
El teólogo norirlandés Alister McGrath (n. 1953) ha señalado que el ajuste fino del carbono es incluso responsable de la capacidad de la naturaleza para sintonizarse a sí misma en cualquier grado.

[Todo el biológico] proceso evolutivo depende de la química inusual del carbono, que le permite unirse a sí mismo, así como a otros elementos, creando moléculas altamente complejas que son estables a las temperaturas terrestres predominantes, y son capaces de transmitir información genética (especialmente ADN)... Aunque podría argumentarse que la naturaleza crea su propio ajuste fino, esto solo puede hacerse si los constituyentes primordiales del universo son tales que se puede iniciar un proceso evolutivo. La química única del carbono es la base fundamental de la capacidad de la naturaleza para sintonizarse a sí misma.
>[The entire biological] evolutionary process depends upon the unusual chemistry of carbon, which allows it to bond to itself, as well as other elements, creating highly complex molecules that are stable over prevailing terrestrial temperatures, and are capable of conveying genetic information (especially DNA).... Whereas it might be argued that nature creates its own fine-tuning, this can only be done if the primordial constituents of the universe are such that an evolutionary process can be initiated. The unique chemistry of carbon is the ultimate foundation of the capacity of nature to tune itself.
A fine-tuned universe: the quest for God in science and theology (2009), Alister McGrath

Los defensores del creacionismo del diseño inteligente, como el matemático, filósofo y teólogo estadounidense William A. Dembski (n. 1960), cuestionan los supuestos filosóficos hechos por los críticos con respecto a lo que un diseñador haría o no haría. Dembski afirma que tales argumentos no están más allá del alcance de la ciencia: a menudo son tácitos o abiertamente teológicos, mientras que no proporcionan un análisis serio del mérito relativo del objetivo hipotético. Algunos críticos, como el paleontólogo estadounidense, geólogo, biólogo evolutivo e historiador de la ciencia Stephen Jay Gould (1941-2002), sugieren que cualquier supuesto diseñador "cósmico" solo produciría diseños óptimos, mientras que existen numerosas críticas biológicas para demostrar que tal ideal es manifiestamente insostenible. Contra estas ideas, Dembski caracteriza tanto el argumento de Dawkins como el de Gould como un retórico hombre de paja. Sugiere que un principio de optimización con restricciones describe de manera más realista lo mejor que cualquier diseñador podría esperar lograr:

Al no conocer los objetivos del diseñador, Gould no estaba en posición de decir si el diseñador se propuso un compromiso defectuoso entre esos objetivos... Al criticar el diseño, los biólogos tienden a destacar las funcionalidades de los organismos individuales y consideran que el diseño es óptimo en la medida en que esas funcionalidades individuales están maximizadas.
Not knowing the objectives of the designer, Gould was in no position to say whether the designer proposed a faulty compromise among those objectives… In criticizing design, biologists tend to place a premium on functionalities of individual organisms and see design as optimal to the degree that those individual functionalities are maximized. But higher-order designs of entire ecosystems might require lower-order designs of individual organisms to fall short of maximal function.
The Design Revolution: Answering the Toughest Questions About Intelligent Design (2004), William A. Dembski

#### Fideismo
Los fideistas pueden rechazar los intentos de probar la existencia de Dios. Por ejemplo, el teólogo calvinista suio Karl Barth (1886-1968)  sostuvo que Dios solo puede ser conocido a través de Jesucristo, como es revelado en las Escrituras.

## Discusiones similares en otras culturas

### Hinduismo y Budismo
Nyaya, la escuela de lógica hindú, tenía una versión del argumento del diseño. P.G. Patil señala que, desde este punto de vista, no era la complejidad del mundo de la que se podía inferir la existencia de un creador, sino del hecho de que «el mundo está formado por partes». En este contexto, es el Alma Suprema, Ishvara, quien creó todo el mundo. El argumento se desarrolla en cinco pasos:
- El mundo... ha sido construido por un agente inteligente.
- Se cuenta de ser un efecto.
- Todos y cada uno de los efectos han sido construidos por un agente inteligente, al igual que una olla.
- Y el mundo es un efecto.
- Por lo tanto, ha sido construido por un agente inteligente.[275]

Sin embargo, otras escuelas hindúes, como Samkhya, niegan que la existencia de Dios pueda ser probada alguna vez, porque tal creador nunca puede ser percibido. Krishna Mohan Banerjee, en sus Dialogues on the Hindu Philosophy [Diálogos sobre la filosofía hindú], hace que el orador Samkhya diga, «la existencia de Dios no puede establecerse porque no hay pruebas... ni puede ser demostrada por la Inferencia, porque no se puede mostrar una instancia análoga».

#### Crítica budista de la lógica hindú Nyaya
El budismo dentro de su dogma niega la existencia de un dios creador y rechaza el silogismo de Nyaya porque el argumento teleológico en "«lógicamente defectuoso»". Los budistas argumentan que «la 'creación' del mundo no puede mostrarse como análoga a la creación de un artefacto humano, como una olla».

### Confucionismo
El filósofo alemán del siglo XVIII, Christian Wolff, pensó alguna vez que Confucio era un hombre sin Dios, y que «los antiguos chinos no tenían religión natural, ya que no conocían al creador del mundo». Sin embargo, más tarde, Wolff cambió de opinión en cierta medida. «En la lectura de Wolff, la perspectiva religiosa de Confucio es, por lo tanto, más o menos la deística más débil del Cleanthes de Hume». Este  "ateísmo" presente en el confucianismo se debe a que su doctrina se enfoca en el seguimiento del Mandato del Cielo.

### Taoísmo
Los escritos taoístas de Laozi, también conocido como Lao Tzu, filósofo del siglo VI a. C., tienen similitudes con la ciencia naturalista moderna. B. Schwartz señala que, en el taoísmo, «los procesos de la naturaleza no están guiados por una conciencia teleológica... el tao [dao] no es conscientemente providencial»; aunque dentro de sus creencias igualmente se presentan conceptos de deidades conocidos como Los Tres Puros.